# Vladimír Janoušek
Vladimír Janoušek (30. ledna 1922, Přední Ždírnice u Nové Paky – 8. září 1986, Praha) byl český sochař a malíř, zakládající člen skupiny UB 12 a manžel sochařky Věry Janouškové. V 60. letech byl vyhledávaným spolupracovníkem architektů. Janoušek téměř nikdy neopustil figuraci, ale pohyblivé součásti jeho soch představují radikalizaci formy, kterou se vymykají z tradičního konceptu sochařství. Originalita a koncepční přístup dodává jeho plastice evropský význam. Je jedním z několika českých sochařů uvedených v Encyklopedii moderního sochařství, vydané v Paříži roku 1970. Počátkem normalizace ztratil možnost vystavovat a stal se jedním z nejpronásledovanějších českých umělců.

## Život
Vladimír Janoušek se narodil v Podkrkonoší, v rodině legionáře a důstojníka československé armády Vojtěcha Janouška (1895–1984), pověřeného budováním pohraničních pevností. V armádě sloužil i jeho mladší bratr Jiří. Bratrancem Vladimíra Janouška je historik umění Jaromír Zemina. Janouškův strýc Otakar Zemina (1899–1990) byl malíř a učitel na brněnské uměleckoprůmyslové škole. Jeho děd byl Karel Otakar Svoboda, řídící učitel v Kalné, houslista a amatérský malíř, přítel Františka Kavána. Díky mládí stráveném na venkově vnímal Vladimír Janoušek funkčnost lidové architektury, místní hrnčířskou i kamenickou tradici, stejně jako sochy v blízkém Kuksu a Hořicích.
V mladém věku ho zastihly válečné události – odtržení Sudet, stěhování a později dlouhé nucené pracovní nasazení v Říši. Středoškolská studia, započatá na gymnáziu v Trutnově (prof. kreslení Bedřich Mudroch, člen Umělecké besedy), dokončil roku 1940 v Úpici. V Úpici navštěvoval přednášky o divadle, organizované ústřední maticí divadelních ochotníků. V letech 1940-1941 byl praktikantem stavitelské firmy v Hostinném a uvažoval o studiu architektury. Až abiturientský kurs (1941) v Hořicích, městečku s dlouhou sochařskou tradicí, zřejmě pomohl rozhodnout mezi zájmem o architekturu a studiem sochařství. Po roce stráveném na škole uměleckých řemesel v Brně začal roku 1942 studovat na Uměleckoprůmyslové škole v Praze u prof. Karla Dvořáka. Jeho studia přerušilo totální nasazení a až do konce války pracoval jako dělník na pile ve slezském Oelsu. Janoušek se od čtyřicátých let přátelil s Ladislavem Zívrem, se kterým ho spojoval i vztah k dílu Otto Gutfreunda.
Po válce neuspěl u přijímacích zkoušek na Akademii, ale byl přijat do ateliéru prof. Josefa Wagnera na VŠUP. Jeho spolužáky se stali, kromě budoucí manželky Věry Havlové i Zdeněk Palcr, Miloslav Chlupáč, Olbram Zoubek a Eva Kmentová. Na formování Janouškova sochařského výrazu mělo vliv zejména pozdní dílo O. Gutfreunda a před rokem 1948 i pražské výstavy západoevropského umění (Baltasar Lobo, Picasso, 1946 Constant Permeke, 1947) a dílo H. Moora, z teoretiků umění zejména úvahy Bohumila Kubišty a přednášky prof. Václava Nebeského. V letech 1945-1947 studoval souběžně dějiny umění na Filozofické fakultě UK (prof. Patočka, Matějček, Květ, Mencl). Roku 1948 navštívil Francii. Po únoru 1948 odmítl vstoupit do KSČ a byl po jeden rok členem Československé sociální demokracie. V letech 1948-149 vykonával povinnou vojenskou službu. Studia ukončil v roce 1950 absolventskou prací – monumentální sochou Mistra Jana Husa, k níž se dochovala pouze fotografie. Od roku 1951 byl členem Umělecké besedy a SČSVU (do roku 1970).
Během studia (1948) se oženil se sochařkou Věrou Havlovou a spolu s ní strávil dva semestry na Akademii výtvarných umění v Sofii. Více než výuka ho zajímaly společné cesty na bulharský venkov, odkud si přivezl řadu kreseb s lidovými náměty. Manželé Janouškovi získali první ateliér v dílně s přilehlým dvorem v bývalé smíchovské šatlavě v Malátově ulici. Ten se stal místem schůzek a výměn názorů Janouškových generačních druhů i mladších výtvarníků. K jeho přátelům patřil Čestmír Kafka, Hugo Demartini, Jitka Svobodová, Stanislav Kolíbal nebo Rudolf Uher. Roku 1964 se přestěhovali do vlastního ateliéru postaveného podle návrhu Vladimíra Janouška a projektu Josefa Hrubého na volné parcele v Praze-Košířích. V 70. letech, když jejich pražský ateliér začala sledovat StB, si zřídili venkovský ateliér v bývalé škole ve Vidonicích.
Janoušek se v 60. letech stal nejmenovaným mluvčím skupiny UB 12 a své názory na sochařskou tvorbu sděloval v rozhovorech pro časopisy i vlastních článcích. Byl kritický k "bruselskému stylu", který považoval za povrchní dekorativismus a nedotkl se ho informel a princip "vnitřního modelu". Vymezil se proti sochařům vystavujícím roku 1964 v Nové síni (Koblasa, Sekal, Veselý, Nepraš, ad. - Výstava D), což vyústilo ve vzájemné nepřátelství trvající několik let. Koncem 60. let ho vyzval rektor Jiří Kotalík, aby se stal vedoucím sochařského ateliéru na Akademii, ale po vpádu sovětských vojsk v srpnu 1968 a pozdvižení kolem jeho sousoší Hrozba války na Expo 70 to už nepřicházelo v úvahu.
Roku 1954 se Vladimír Janoušek zúčastnil Benátského bienále. Byl přizván na světové výstavy Expo 58 v Bruselu, Expo 67 v Montrealu a Expo 70 v Ósace. Tam měl velkou sochařskou instalaci Hrozba války, kterou reagoval na okupaci Československa v srpnu 1968. Byl poté vystaven politické perzekuci a až do závěru 80. let nesměl oficiálně vystavovat. Výjimkou byly roku 1982 výstavy v Orlové a v neoficiální výstavní síni ÚMCH. Připravené výstavy v Galerii plastik v Hořicích (1980, 1987), galerii Stavoprojektu v Brně (1986), ke které byl vydán katalog, a Podkrkonošském muzeu v Nové Pace (1987) byly zakázány. Z principiálních důvodů odmítal účast na kolektivních výstavách, organizovaných KSČ k nejrůznějším výročím. Jeho sochy jsou tragickým svědectvím osamoceného člověka, který do nich promítl obsedantní pocit nikdy nekončícího dialogu se samozvaným vyšetřovatelem.
V letech 1952–1970 byl členem Svazu čs. výtvarných umělců a do roku 1960 tzv. střediska Umělecké besedy v Praze, v roce 1960 zakládajícím členem tvůrčí skupiny UB 12, která vznikla secesí členů UB. Pracoval spolu se svou ženou Věrou Janouškovou ve společném ateliéru v Praze-Košířích, od roku 1975 též ve Vidonicích u Pecky. Vladimír Janoušek trpěl diabetem a v polovině 80. let mu nemoc značně komplikovala život, ale definitivně ho zlomil zákaz výstavy v Brně roku 1986, kterou pečlivě připravoval. Záhy nato onemocněl virózou, ztratil vůli k životu a po týdnu léčby zemřel 8. září 1986 v Praze. Je pohřben spolu s Věrou Janouškovou v Byšičkách u Lázní Bělohrad. Náhrobek s použitím Janouškovy sochy Poslední pád navrhla Alena Šrámková.
Dílo obou manželů nyní spravuje Nadace Věry a Vladimíra Janouškových, založená Věrou Janouškovou.

## Dílo
Vladimír Janoušek byl zpočátku ovlivněn profesorem Wagnerem a jeho sochy, vycházející z harmonických tvarů, měly lyrický podtext (Plastika pro Laternu magiku, 1958–1959). Modernost umění spatřoval v odlišení od viditelné reality, aniž by tím byla popřena její platnost. Odmítal vulgární popisnost socialistického realismu a jako východisko hledal zobecnění lidských typů a abstrahující řád kompozic pocházející z renesance. V polovině 60. let se jeho zájem ještě obracel k vesmíru (Slunce, 1964–1965), ale drtící tlak komunistického režimu, kterému nebylo možné se vzepřít, vytvářel stav setrvalého přetížení a pocity propasti a pádu bez cesty zpět. Při konstrukci soch spojuje expresivitu výrazu s hybností formy. Námětem Janouškových plastik se stal zápas, vychýlení z přirozeného těžiště a ustálených společenských pravidel, kdy člověk přestal být měřítkem hodnot, nutně následovaný pádem a smrtí. Během let, i v souvislosti s jeho těžkým onemocněním diabetes, převážil v jeho díle pocit osudovosti lidského údělu a jeho konečnost a bezvýchodnost.

### 1955–1960
Již od studijních let Janouška přitahovaly prostorové realizace, které chápal jako estetický prvek, který svou formou a významovými poukazy prostor organizuje a charakterizuje. V padesátých letech vytvořil vedle vynikajících sochařských portrétů (Václav Hollar, 1952, F.X. Šalda, 1953, Václav Talich, Karel Havlíček Borovský, 1955–1957) také reliéfy a četné studie plastik pro začlenění do architektury. Díky spolupráci s architekty získal zakázku na čtyři reliéfy pro novostavbu sušárny mléka v Zábřehu (1955). Podle Janouškova návrhu vytesal V. Bartůněk velký pískovcový reliéf pro Dům módy na Václavském náměstí (1956). Reliéf řeší především vnitřní vztahy postav i vztah k architektuře a vyznačuje se plynulými přechody vydutých objemů a tvarovou harmonií. Další reliéfy vytvořili manželé Janouškovi pro sídliště v Kladně a školu v Ostravě-Porubě. 
Janoušek citlivě reagoval na dobu ve které žil. Jeho socha Vojna (1956) neodkazuje ke druhé světové válce, ale je reakcí na potlačení maďarského protikomunistického povstání roku 1956. Spolu s Jiřím Novákem byl autorem rozměrného reliéfu Hudba pro československý pavilon na Expo 58, za který obdržel belgický diplom a vyznamenání Za vynikající práci. Pro nově otevřenou Laternu magiku vznikla socha sedící dívky s krystalem (1959), která předjímá jeho pozdější tvorbu. Štuková socha Sochař (1956) byla tematicky poctou profesoru Wagnerovi, když použil podobný typ hlavy jako jeho učitel pro stejný námět roku 1934. Toto dílo je výchozí svým pojetím prostoru a tektoniky i konstruktivně pojatého detailu pro další období Janouškovy tvorby. Následují figury uzavřené do pravoúhlé konstrukce (prostor v prostoru), které originálním způsobem definují sochu jako objekt.
Pro Janouškovy sochy z konce 50. let je typické zdůraznění modelace objemů a siluety a zobecnění tvaru. Patřil k předním představitelům obrodného procesu, který odmítal oficiální a typizovanou koncepci "socialistického člověka" a i ve svých reliéfech s tématem práce odkazoval spíše k civilismu Skupiny 42 z let 1942–1948. V letech 1958–1960 vytvořil monumentální pískovcový pomník Karla Hynka Máchy pro Doksy. Vycházel přitom z konkrétní podoby, ale sochu pojal jako nekonvenční metaforu osamělce zahloubaného do sebe, které podřídil formální prvky jako je drapérie, gesto nebo posazení trupu a hlavy.

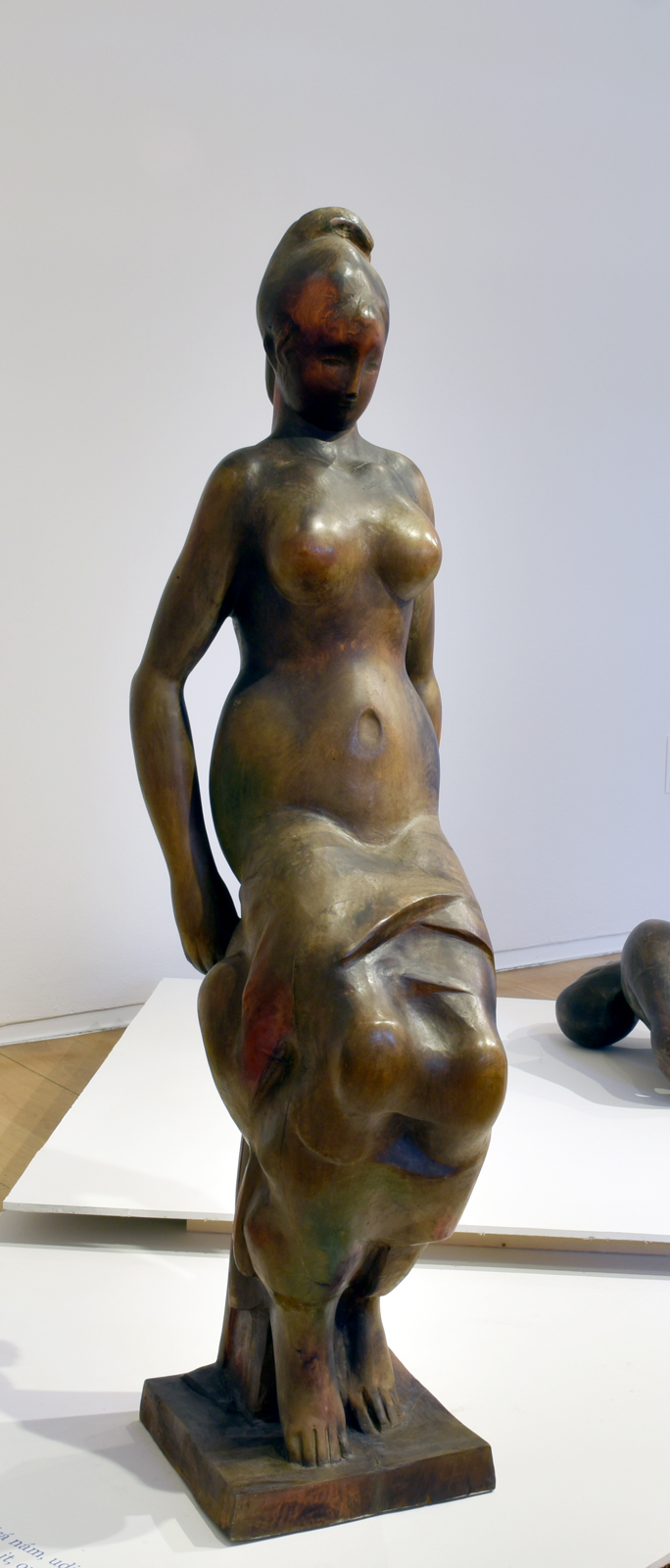
Modelka (1957–1958), lipové dřevo
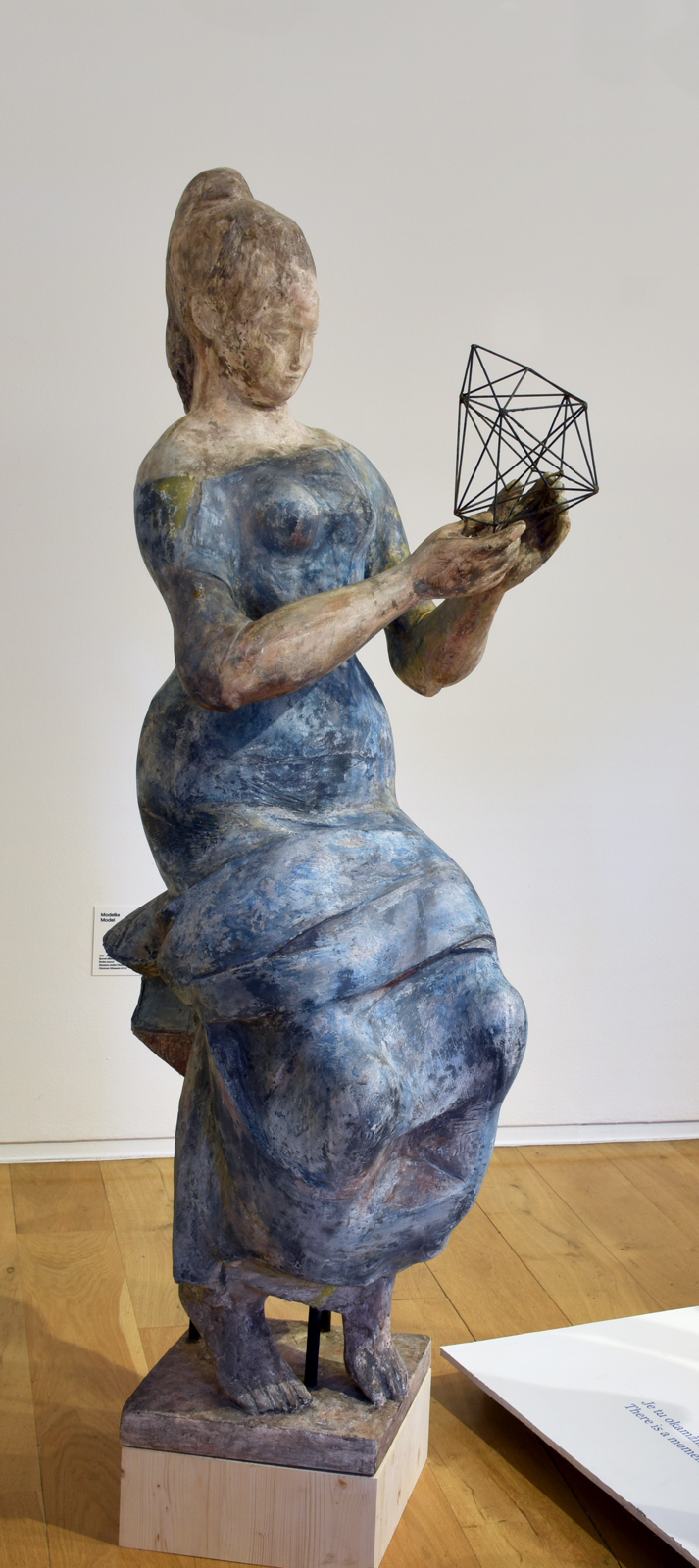
Plastika pro Laternu magiku (1958–1959)
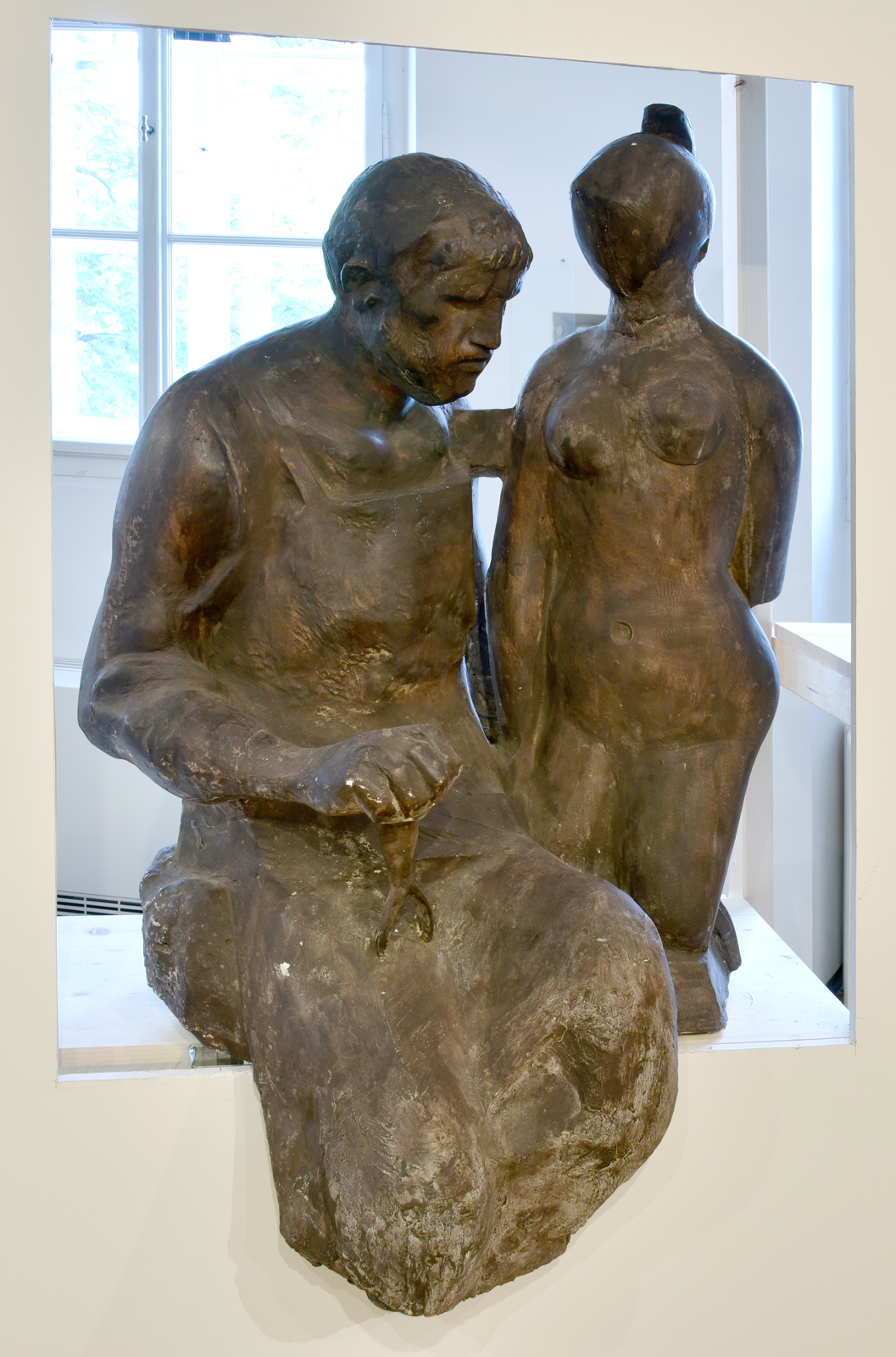
Sochař (1958)
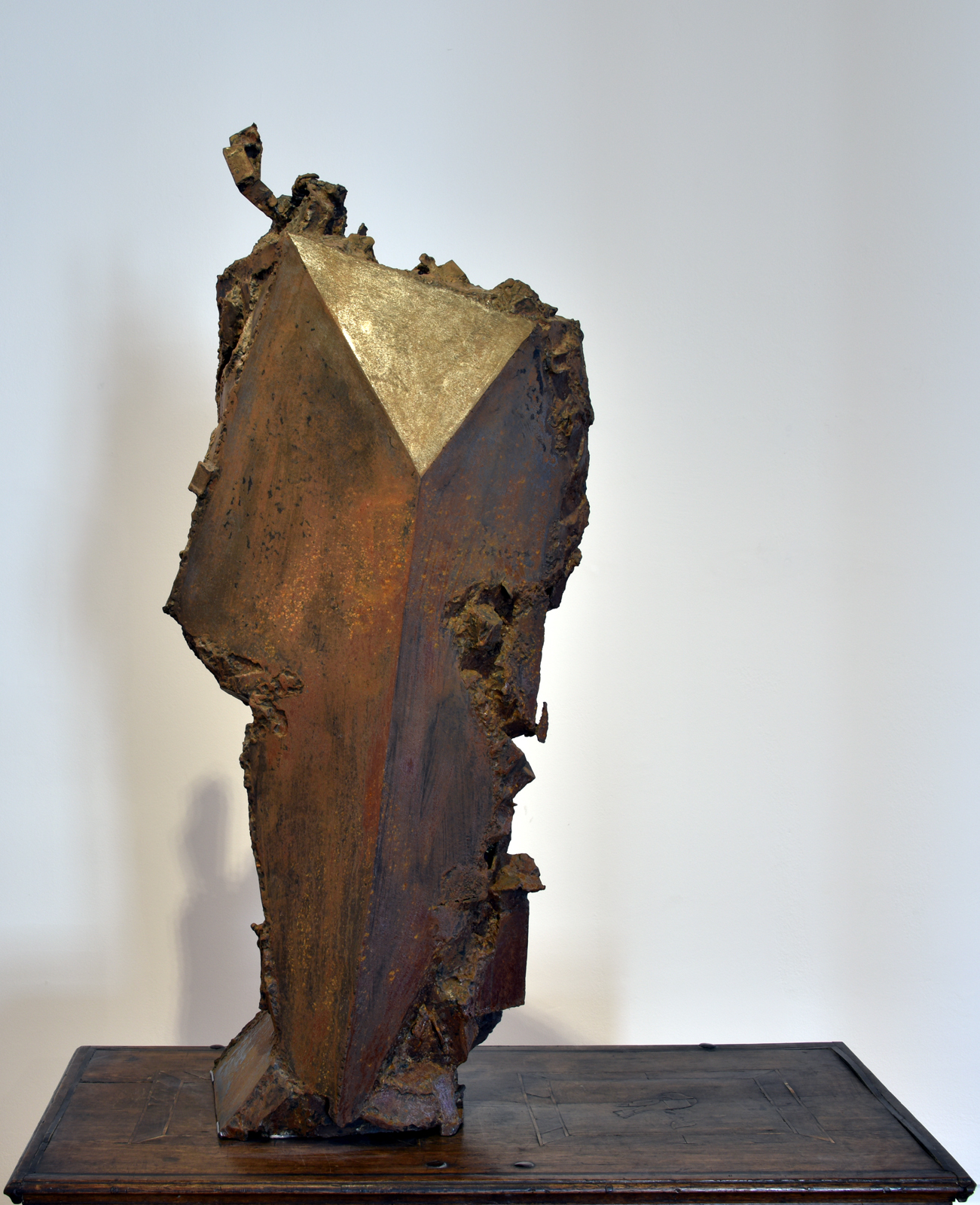
Krystal (1961)
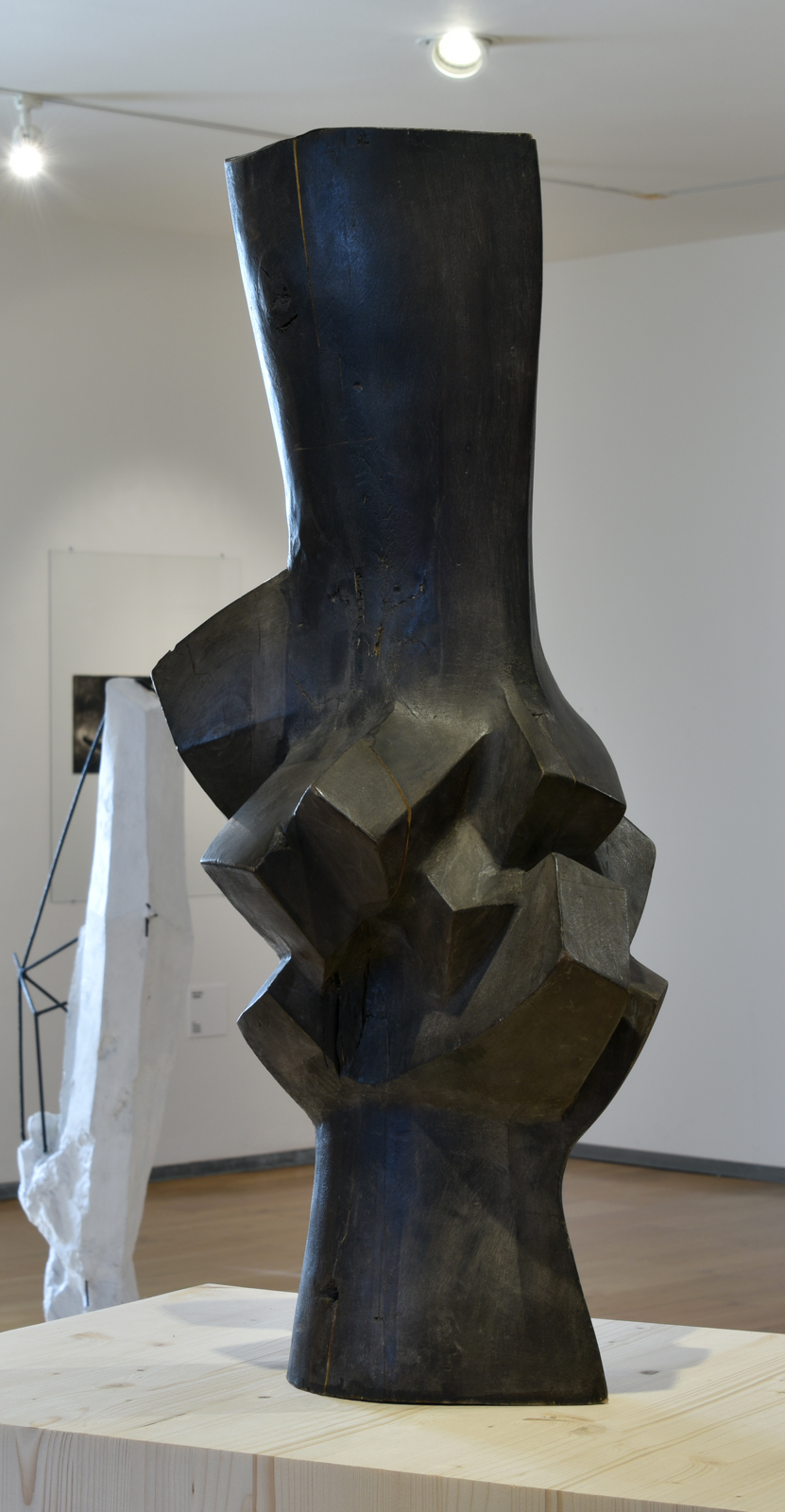
Sloup – Krystaly (1963), GASK

### 1960–1970
Přestože Janouškovými učiteli byl Karel Dvořák a Josef Wagner a z českých sochařů ho nejvíce ovlivnil Otto Gutfreund, pro inspiraci se obracel k předchůdcům moderního sochařství jako byl Henry Moore, Alberto Giacometti, Lynn Chadwick, Anthony Caro, Germaine Richier, César nebo Yves Klein, později též tvůrci kovových plastik (Alexander Calder, David Smith, Richard Stankiewicz). Jeho vzory byli zpočátku především sochaři kteří pracují s hmotou a objemem, spíše než s obrysem sochy. Usiloval o nadosobní ideál, podle kterého musí socha obstát sama o sobě a tvůrce ustupuje do pozadí. 
Zpočátku se jeho pojetí sochy blížilo pracovnímu postupu Henry Moora, který podle Janouška své plastiky vytvářel s potlačením intelektuální složky, jako kdyby se řídil hlavně hmatem a modeloval poslepu. Moore mu byl blízký také oproštěním od detailů, důstojností obsahu, citovou uzavřeností a organickou formou, která přirozeně zapadala do přírody a oživovala pravoúhlou moderní architekturu. V 60. letech sochař postupně opouštěl tradiční materiály a používal osinkocement nebo armovaný beton, laminát a sádru s acronexem. Novým tématem se stalo prolnutí růstu organického tvaru s krystaly (Krystal, 1961, Hodina botaniky, 1961–1962). Roku 1962 vyšel česky překlad knihy Ernsta Fischera O nezbytnosti umění (Orbis, Praha), ve které je kapitola věnovaná krystalům. Janoušek v té době usiloval o organizaci a oddělování podstatného od amorfnosti hmoty a v plastice Sloup (1962) naznačil svou představu vzniku krystalu z hmoty. Sochou Slunce (1964–1965) se stal hlavním představitelem brutalismu v sochařství.
Již roku 1957 se během spolupráce s Jiřím Novákem naučil svařovat kov a některé své starší kresby realizoval jako sochy, v nichž na figurální základ navazovala drátěná konstrukce. Racionální geometrické tvary tak vytvořily novou kvalitu v kontrastu ke smyslovým a hmotným formám. Od poloviny šedesátých let k zobrazení vztahu figur a prostoru vytvářel plastiky kovové v nichž neurčité obrysy figur kladl do kontrastu s pevnou geometrickou strukturou. V té době objevil dílo Giacomettiho, které v jeho vlastní tvorbě znamenalo obrat k osobní zkušenosti, zvnitřnění a pocitovou proměnlivost. Jeho výtvarný styl se stal otevřenější a volně souvisel se surrealismem (Pocta Chiricovi, 1963) nebo existencialismem. Propojení lidské postavy a loutky, o kterém dlouhodobě uvažoval, mu ozřejmil Giorgio de Chirico. Některé sochy Janoušek instaloval do kovové konstrukce, která ohraničila vnější prostor. Lineární řád konstrukce symbolizoval zákon, kdežto organický tvar uvnitř byl projevem náhodnosti. Konstrukce zároveň figurou prorůstala a převáděla její vnitřní stav navenek (Jeden den, neboli Nájemník, 1965).
Novou výrazovou rovinu představují Janouškovy svařované sochy, ve kterých vyzdvihl jejich existenciální rozměr a zdůraznil roli individuální svobody jako předpokladu tvorby. Technikou svařování dospěl k magickým figurám, podobným postavám z obrazů Františka Janouška nebo Václava Tikala, sestávajícím z pomíjivých představ (Lyrický tvor, 1966). Sochy jako Nečekaný host (1966) představovaly zásadní obrat od původní tvorby, která se vyznačovala zřetelnou stavbou a řádem. Oproti statutární vyváženosti předchozí tvorby se v jeho dílech začal postupně objevovat element pohybu až po jeho začlenění do sochy. Nešlo přitom pouze o formální otázku, ale o subjektivní prožívání času v poměru k jeho objektivní působnosti. Centrálním bodem sochy se stal čep, na kterém bylo upevněno kyvadlo nebo osa zvratu, umožňující rozkmit sochy.
Od druhé poloviny 60. let tvořil interaktivní plastiky s mobilními prvky v podobě kyvadel, nebo komorní kinetické plastiky z pohyblivých prvků (Stolní kyvadlo, 1966, Modré kyvadlo, 1967). Kyvadla přibližovala Janouškovu tvorbu soudobým tendencím kinetismu, ale jejich svázání se statickou základnou ho zároveň omezovalo. Za modernistickým vzhledem jeho plastik, pro mnohé nepřijatelným, byly vždy primární výtvarné zákonitosti, kterým důvěřoval. Apollinairova povídka Pražský chodec ho inspirovala k soše Věčný chodec – Izák Laquedem (1966), který pohybem kyvadla měří nejenom svůj, ale i náš čas. Odlehčenou až karikující sochou na stejné téma je Moderní muž měří svůj čas (1966). Téma času v podobě kyvadla představují i další sochy ze stejného období (Poslední hodina, Včera, dnes, zítra, Čas, Postava s motivem času, všechny z roku 1966). Socha Kyvadlo, zobrazující sedící figuru bez židle obrácenou hlavou dolů, kterou nelze vrátit do přirozené polohy, vyjadřuje Janouškův životní pocit převrácenosti hodnot.
Existenciální význam, související s náhlým onemocněním a předčasným úmrtím matky, má socha Kyvadlo I (1965), sestávající ze dvou černých čtverců, z nichž přední je uváděn do pohybu kyvadlem ve tvaru kosy. Kyvadla, která se vyskytovala v české poetistické poezii (V. Nezval, Vězeň-Madrigal, František Halas, Potopa-Hlad) nebo v surrealistických malbách J. Štyrského, F. Janouška, B. Laciny nebo V. Zykmunda, se stala metaforou lidské konečnosti. Kyvadla nebyla uváděna do pohybu žádným mechanismem a počítala s účastí diváka. Kromě Janouška měly podobný účel variabily Radka Kratiny nebo některé sochy Karla Nepraše vybavené ložisky a klikou (Račte točit).
Solitérním dílem je socha Kus země (1969), kde je na stěnách krychle vyznačena imaginární reliéfní krajina a statiku narušují tenké dráty, které svým pohybem oživují mrtvou hmotu jako "tep" země. Nejde o čistě abstraktní dílo, ale autorovu osobní reflexi zážitku z konce války. Socha je zároveň východiskem k příští sérii plošných obrazů sestavených z elementů připevněných na vertikální desce, z nichž úvodní Železná krajina (1969) představuje zásadní posun v kompozici Janouškových děl.
Pro Janouška se stalo osudové jeho mnohafigurové kovové sousoší "Hrozba války" (3 x 14 m) pro Expo 70 v Ósace, které znázorňovalo zástup apokalyptických militantních figur pochodujících s mířícími zbraněmi na Československý pavilon směrem od sousedního pavilonu Sovětského. Připomínku neúprosnosti času ztělesňoval pohyb čtyřmetrového kyvadla, kterým vrcholila část české expozice nazvaná Čas úzkosti. Janoušek pomocí převodů dosáhl toho, že kyvadlo bylo synchronizované s rytmem velkého historického zvonu, který odbíjel dvakrát za minutu. Celé Expo 1970 otevírali dva sochaři – Vladimír Janoušek a Taro Okamoto, člen Abstraction-Création, který vytvořil neformální logo celé výstavy, sochu Věž slunce. Vládní komise pro výstavnictví i příslušný odbor ministerstva zahraničí označilo vedení výstavy za „centrum protisocialistických živlů“, nepovolilo cesty dalších výtvarníků na Expo 70 a sochy i pavilon po výstavě zůstaly v Japonsku. Ve stejné době vytvořil Vladimír Janoušek jiné monumentální sousoší Kováci (10 figur, 3,5 x 8,5 x 1,8 m) pro kulturní dům v Kladně, ale za politické situace nastupující "husákovské konsolidace" už nesmělo být osazeno na původním místě a zůstalo na zahradě jeho ateliéru v Košířích.

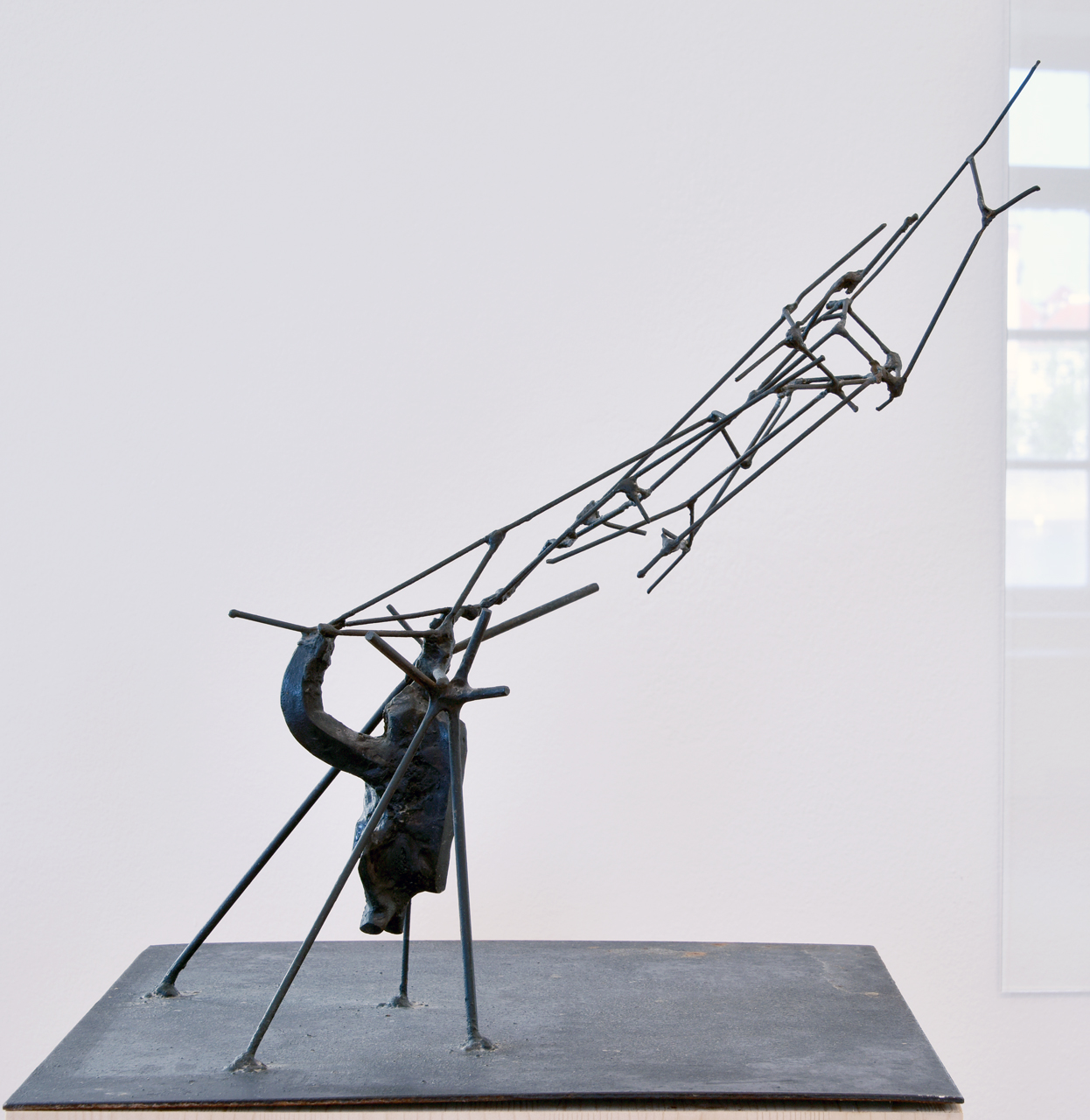
Kyvadlo (1962)
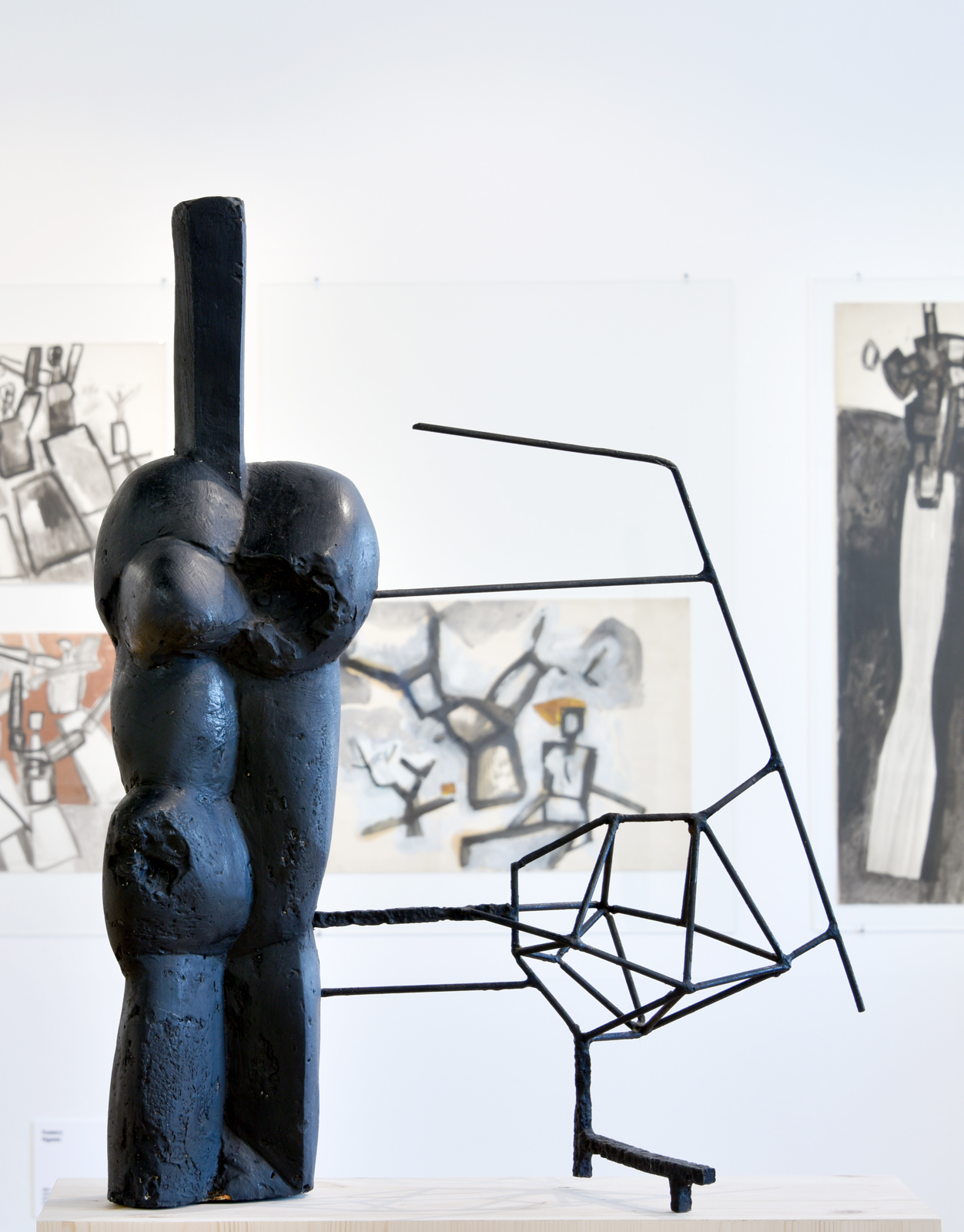
Postava s konstrukcí psa (1964)
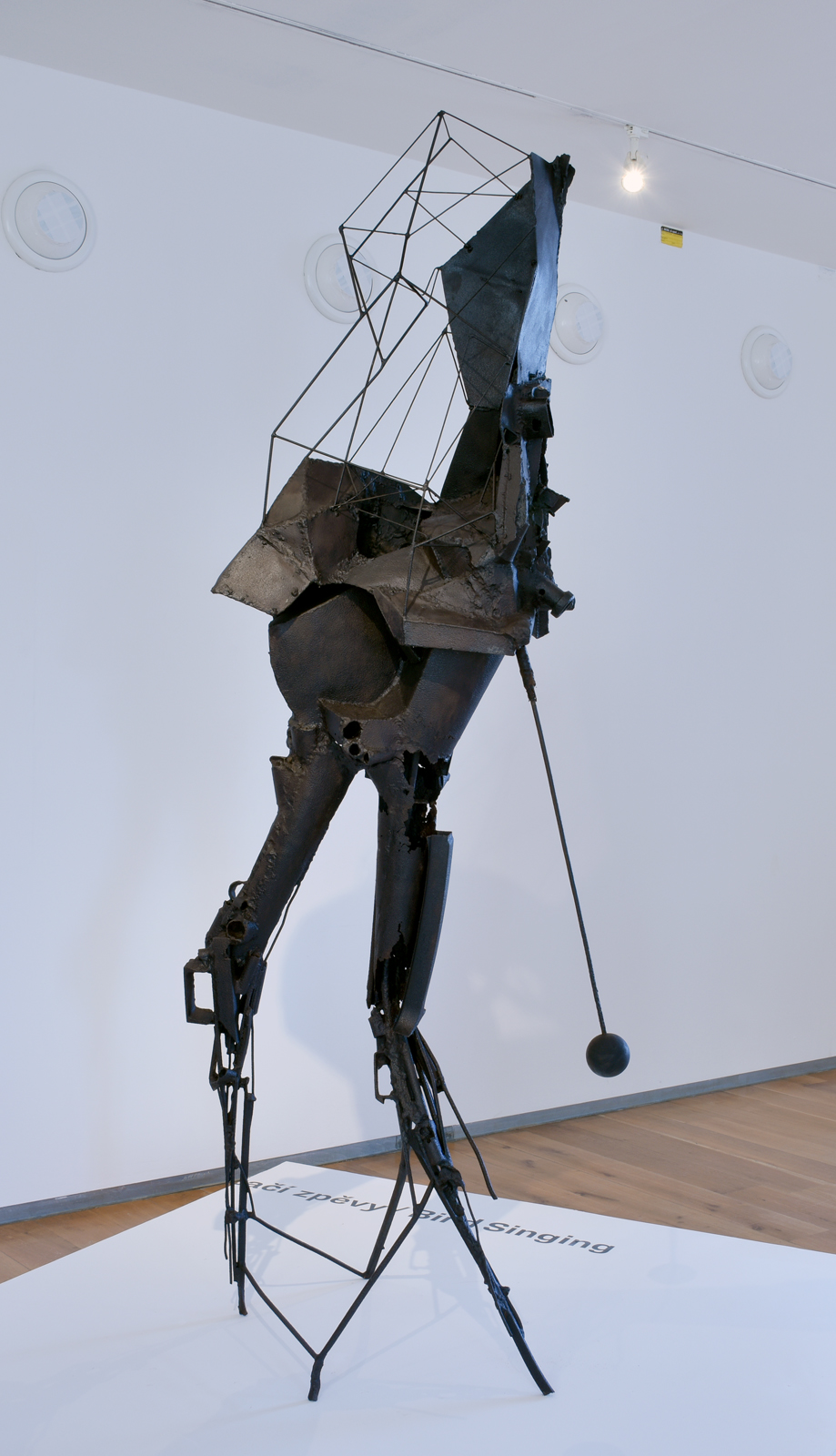
Věčný chodec – Izák Laquedem (1966)
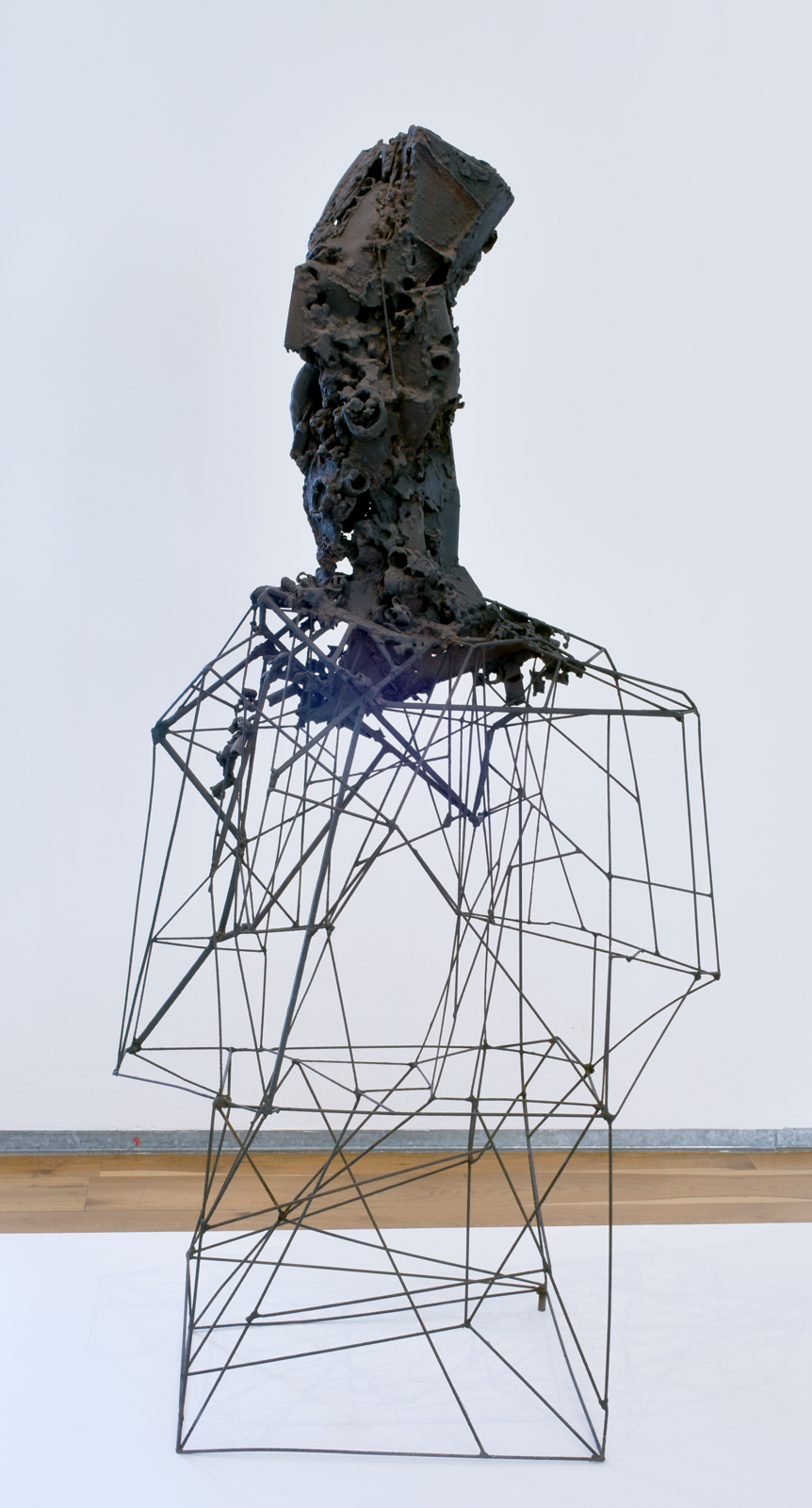
Autoportrét (1966)
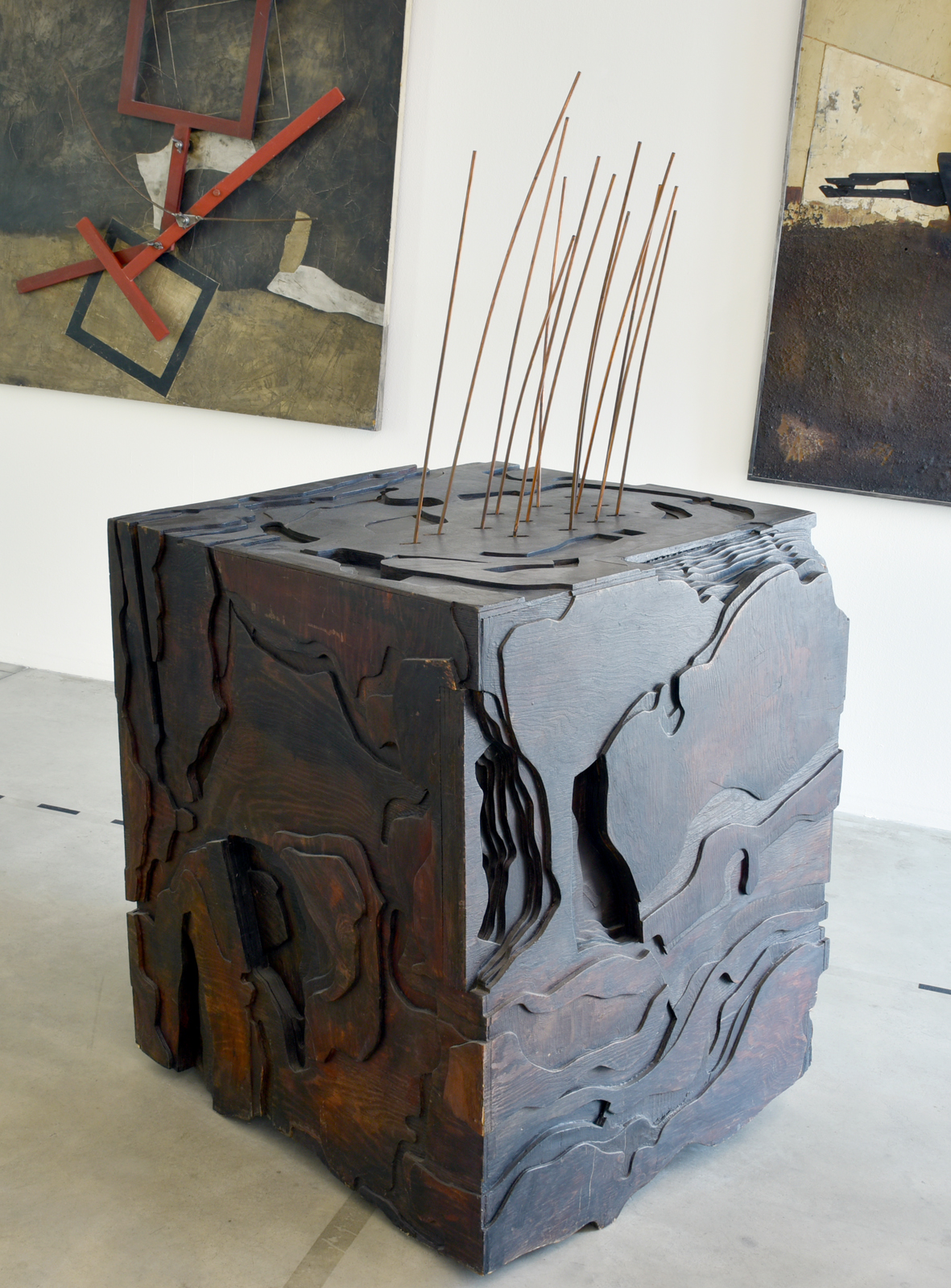
Kus země (1969–1970)

### 1970–1986
Po roce 1970 ztratil Vladimír Janoušek možnost vystavovat a přijal nabídku svého spolužáka z gymnázia Václava Lohniského na spolupráci s divadlem S.K. Neumanna (masky ke Králi Oidipovi, výprava ke Kupci benátskému). Díky přízni architektů mohl realizovat některé zakázky do veřejného prostoru mimo Prahu (Kladno, Havlíčkův Brod, Prostějov, Jablůnka, Třebíč, Olomouc, Most, čs. kulturní středisko Berlín). Soustředil se na vlastní tvorbu v ateliéru v Praze a ve Vidonicích a vrátil se ke kresbě a malbě. Jeho figurální studie z počátku 70. let jsou často polychromované (Studie k veřejné plastice, 1972). Pohnutý osud mělo jeho monumentální mnohafigurové sousoší Pocta kovákům, na které dostal smlouvu spolu s architektem Václavem Hilským. Bylo určené pro Dům kultury SONP Kladno. Poté co prošlo schvalovacím řízením, strávil Janoušek na jeho tvorbě téměř tři roky a nakonec do roku 1974 marně usiloval o jeho instalaci. Řadu návrhů pro veřejné soutěže odložil, protože pro jejich poroty bylo samotné jeho jméno důvodem k vyřazení. Zabýval se návrhy na umístění soch v krajině i architektonicko-výtvarným projektem na rekultivaci severočeské krajiny (reliéf v mosteckém divadle).
Jeho reliéf Železná krajina z roku 1969 představuje odklon od svařovaných soch 60. let a oscilaci mezi sochařstvím a malířstvím. Přestože jde o plochu volně umístěnou v prostoru, je zde evidentní malířský zájem, který se projevuje ve zdůraznění plochy a obrysu jednotlivých částí. Novými formálními prvky je variabilita uspořádání i zvrstvení plochy. Janouškovy obrazové reliéfy po roce 1970 mají pozadí pojednané barvou, kresbou, rytím a pískovými strukturami a pohyblivé součásti z ocelového a hliníkového plechu, překližky, sololitu nebo plexiskla. Jsou spojené šrouby, výkyvnými závěsy a upevněné táhly a provázky (Stavba, 1976, Konstrukce v krajině, 1978). Přechod od kyvadel k vrstveným reliéfům předznamenaly obrazy krajin s propastmi a předsazenou konstrukcí s kyvadlem (Průrva s kyvadlem, 1969, Kyvadlo na obzoru, 1970, Kyvadlo v rámu, 1972) a reliéfy zobrazující ruce s výklopnými částmi upevněnými na pantech (Malíř, 1975). Jedním z prvních variabilních děl z vrstvených plechů je Strážce (1977), kde jediným pohyblivým prvkem je lať, kterou svírá v ruce. Janouškova díla z tohoto období je obtížné zařadit do tradičních kategorií – plastiky jsou konstruovány v podstatě kresebně, ale závazným prvkem je pohyb, který má významotvornou funkci. Po nuceném stažení do soukromí se jedním z témat stalo uzavření (Okno/Zrcadlo, 1978). Ve svých reliéfech volně navazoval i na civilismus Skupiny 42 a zejména na Františka Grosse, v jehož obrazech se městské reálie prolínají s lidskou figurou jako groteskní tragické mechanismy. 

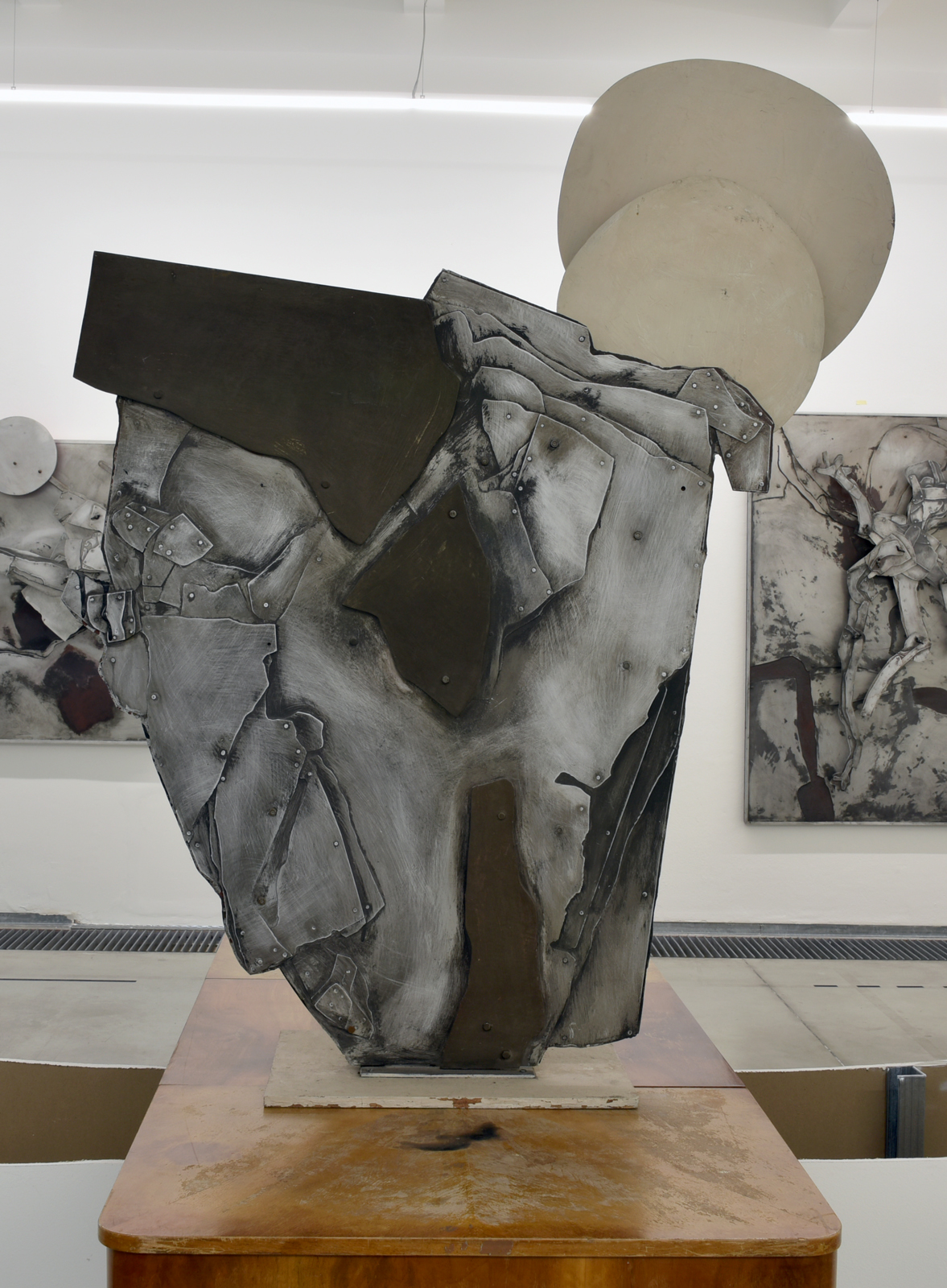
Železná krajina - krajina s pohyblivými kameny (1969)
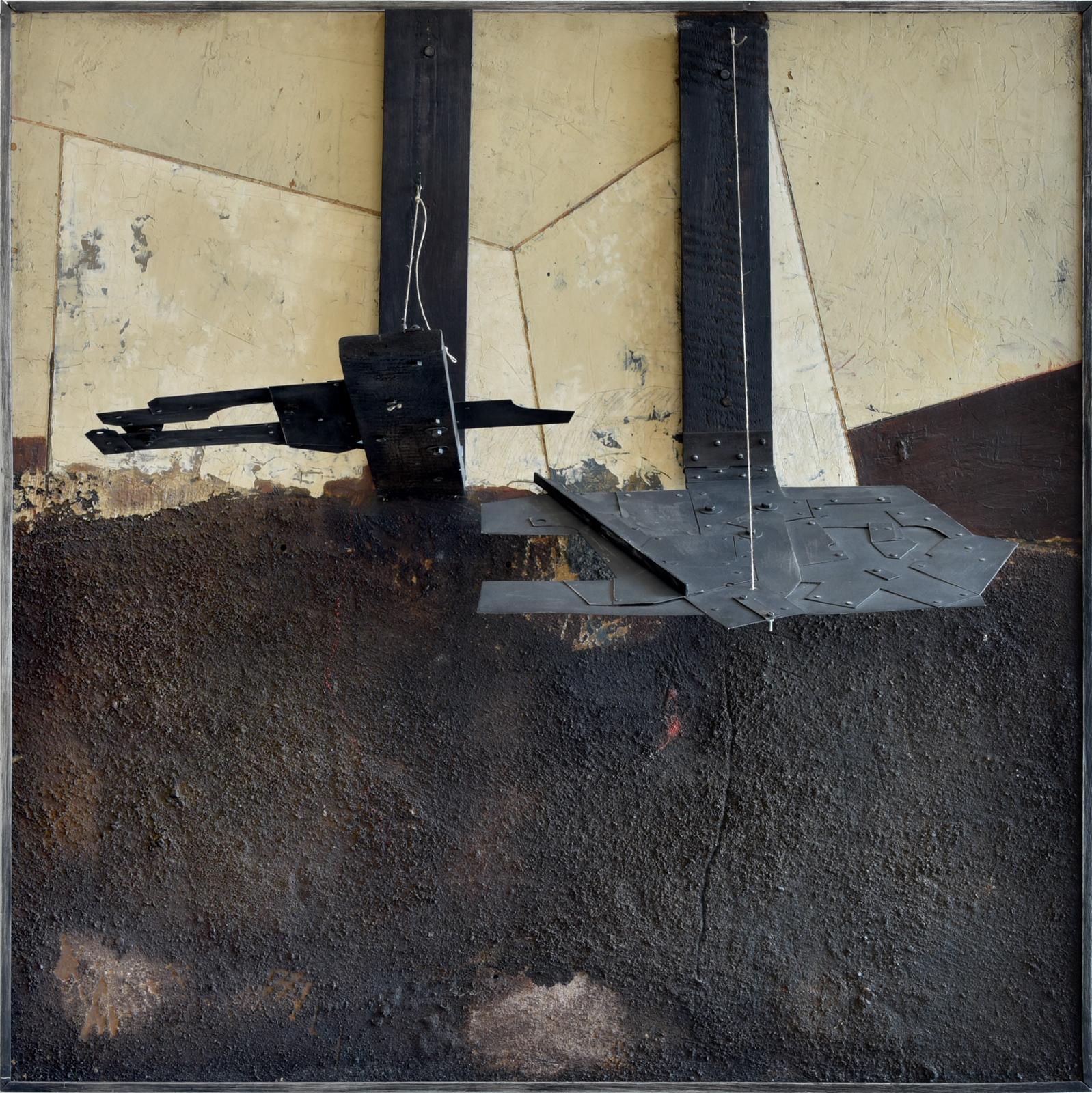
Stavba (1976)
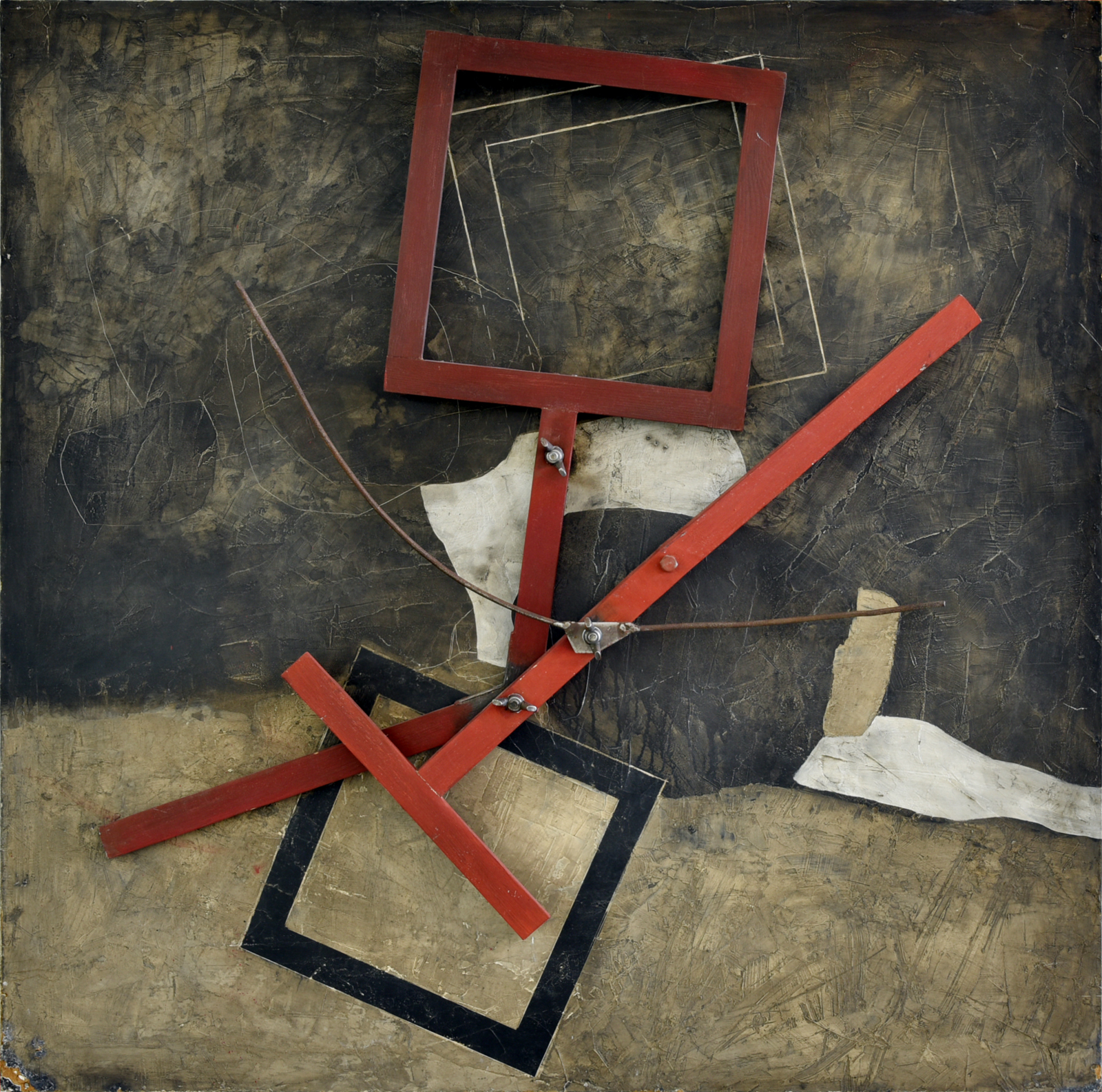
Konstrukce v krajině I (1978)
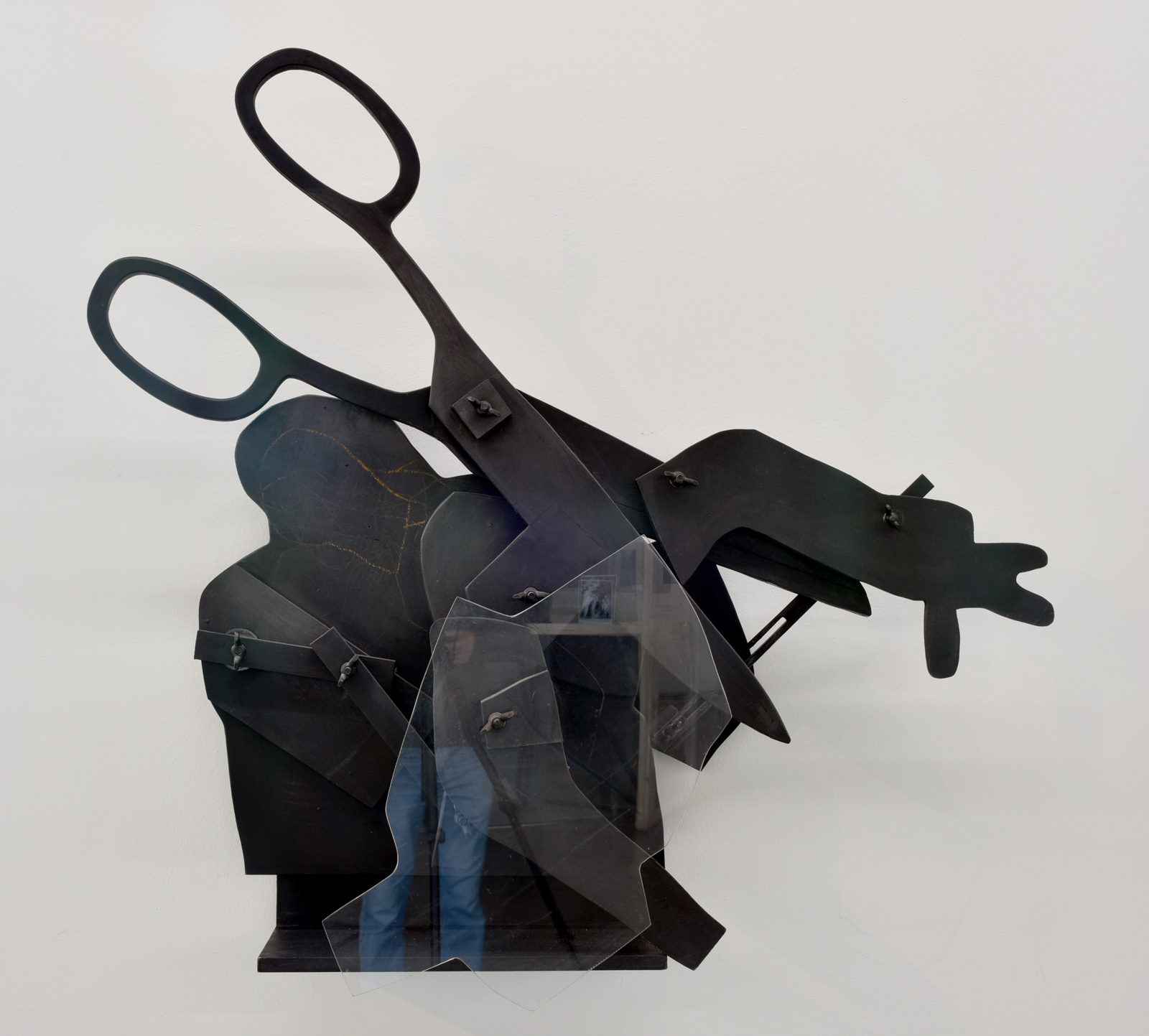
Aseptické odnětí ruky (1984)
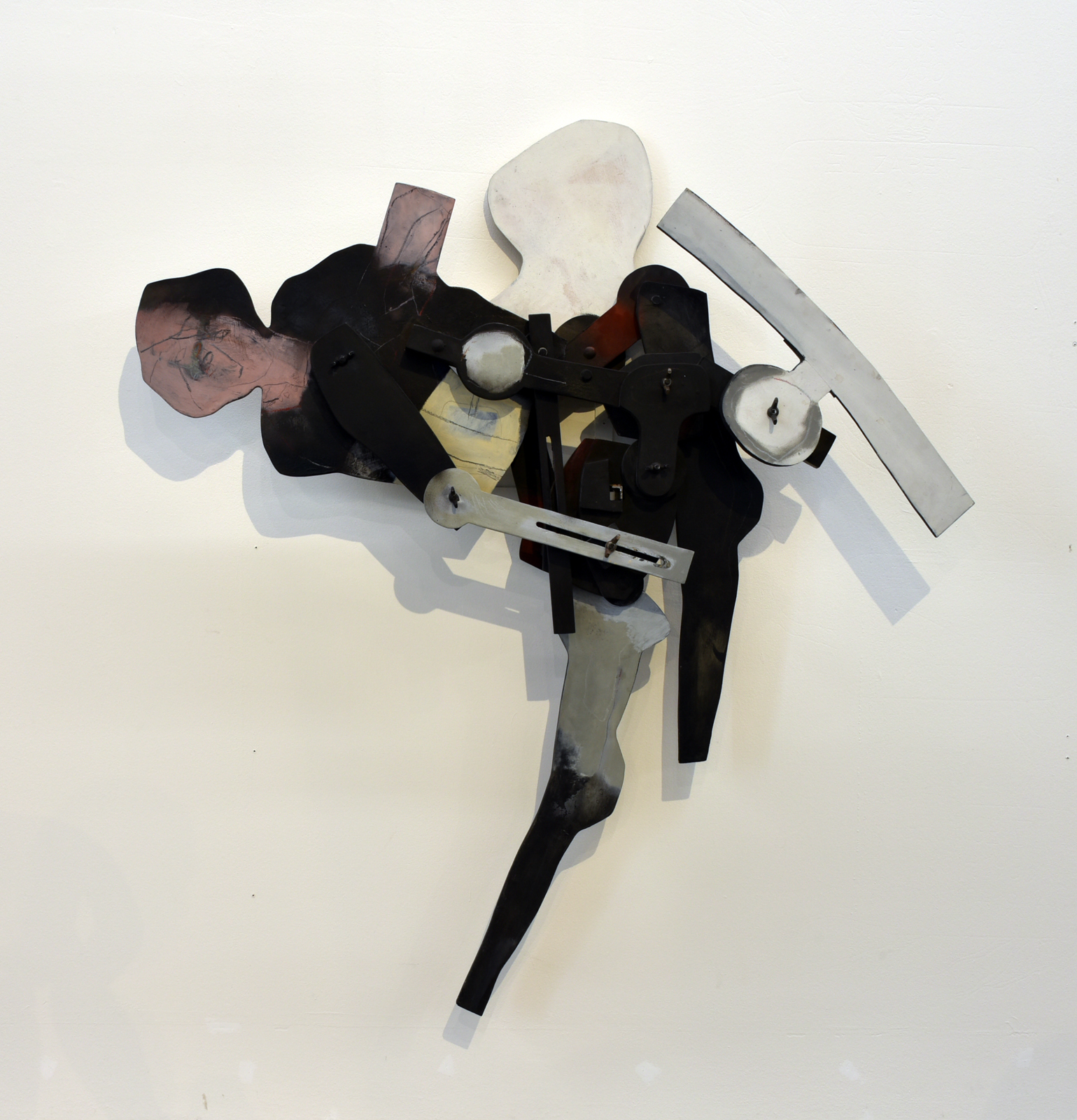
Růžová figura (1985-1986)

Ve vrcholné fázi své tvorby sochař nahradil pohyblivé součásti prostorovou variabilitou. Janoušek počítal s aktivní účastí diváka při pohybování kyvadly a rozhodl se nabídnout mu možnost měnit tvar a celkové uspořádání sochy, aby jeho vnímání zaktivizoval.  Našel zcela svébytnou polohu v závěsných deskách s variabilními figurálními díly, které nelze označit jako obrazy ani jako reliéfy v jejich původním smyslu. Lze je popsat i jako sochy určené pro jeden pohled nebo sošné obrazy pojaté plošně, které mají plastické detaily i definovaný prostor. Jeho sochy, složené nejčastěji z plátů hliníkového plechu a spojené šrouby v paralelních vrstvách, někdy upevněné na pozadí s imaginární krajinou a zarámované, nabízejí divákovi vlastní interpretace v souladu s přáním sochaře zapojit ho jako potenciálního tvůrce. Pohyblivé části skýtají zdánlivě nekonečné množství variací, aniž by měnily významové vyznění plastiky (Pád – Ikaros, 1986). Některé z nich vznikly jako projekty monumentálních soch umístěných nad horizontem v krajině, ale vnější politické okolnosti nedovolily, aby své představy realizoval. Své malířské cítění v nich uplatnil kombinací kovu, dřeva a později i plexiskla a broušením a patinováním plechu, kterým dosahoval plastického účinku.

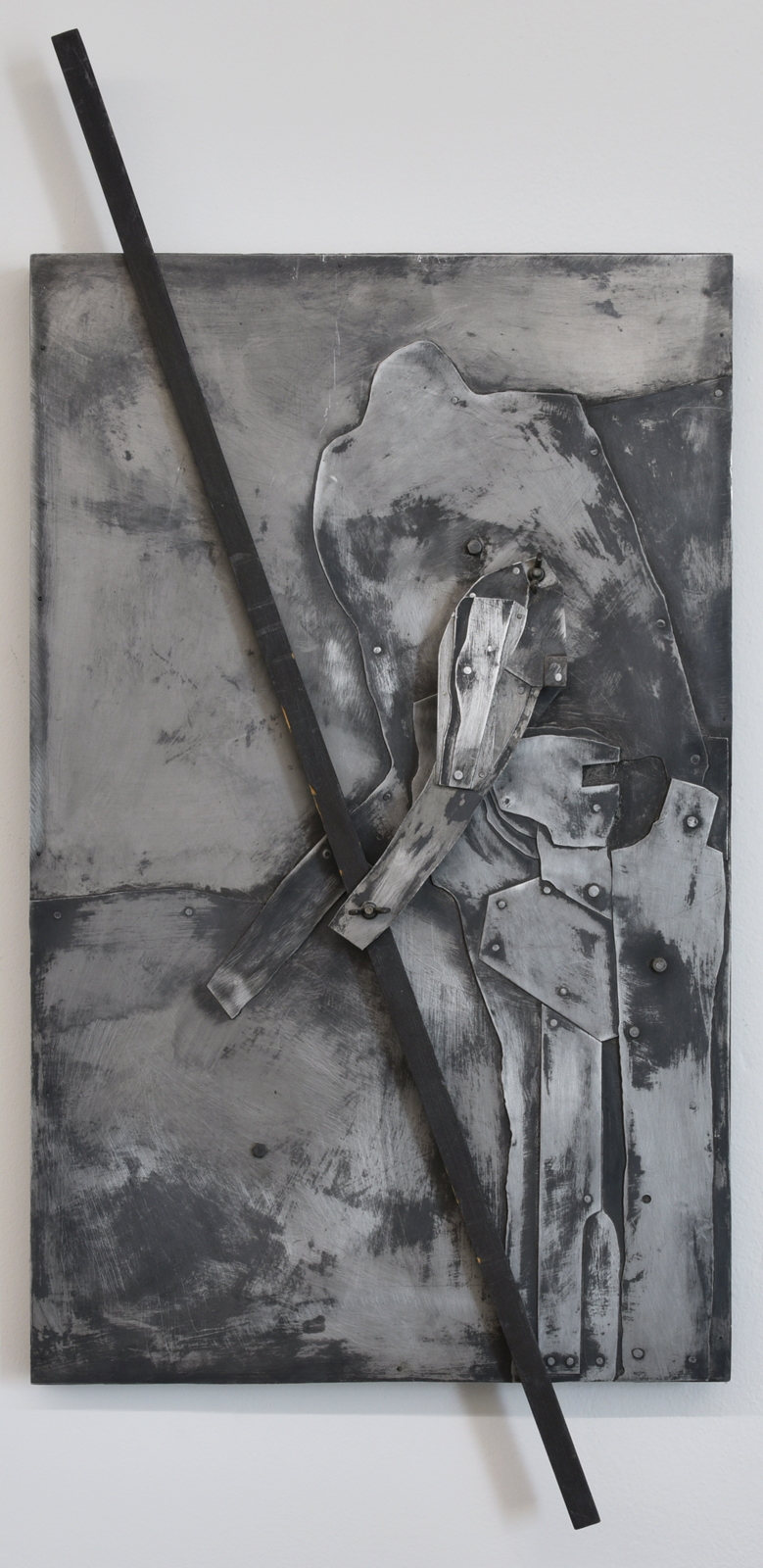
Bez názvu - Strážce (1975)
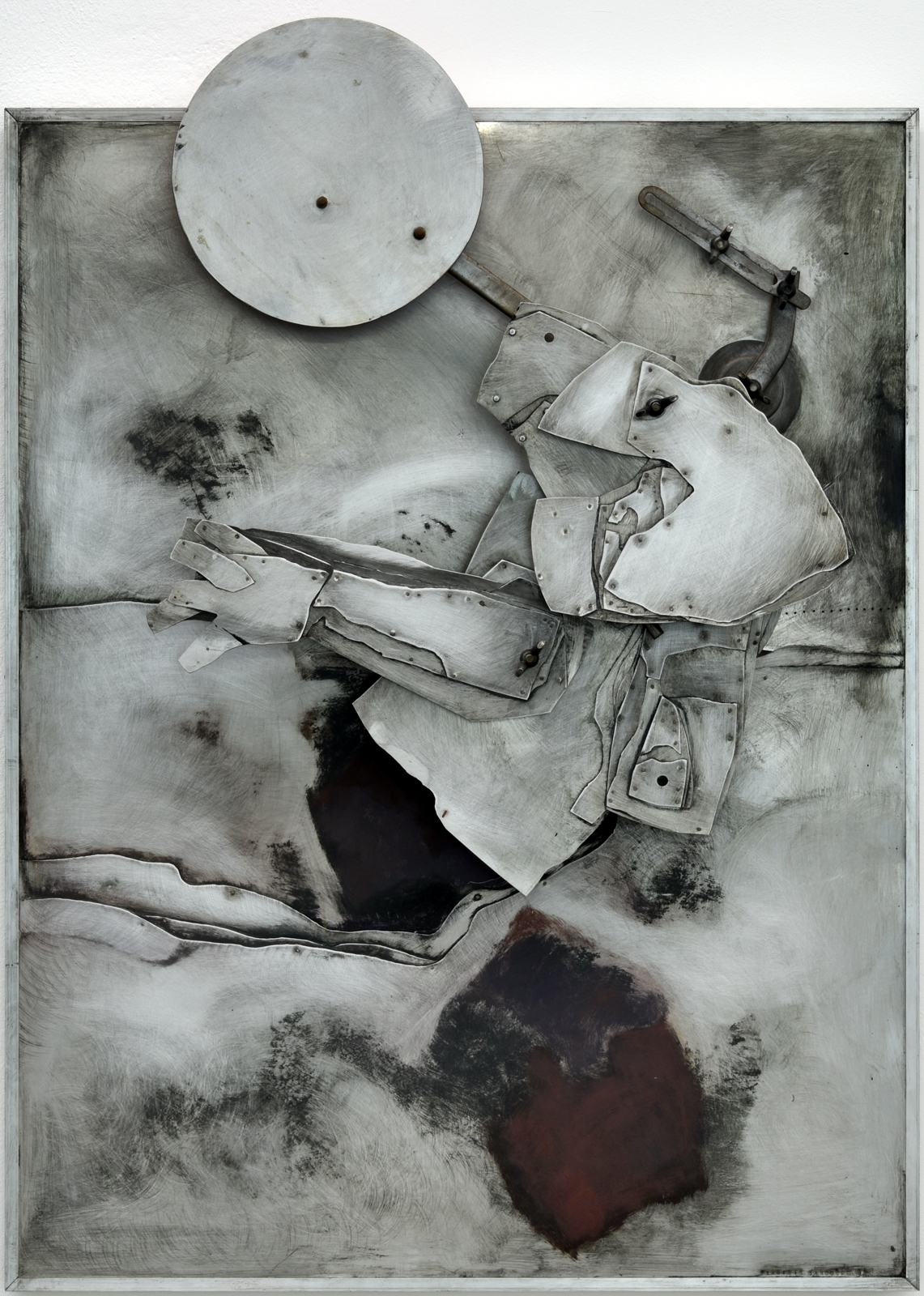
Bílá noc (1977), Národní galerie Praha
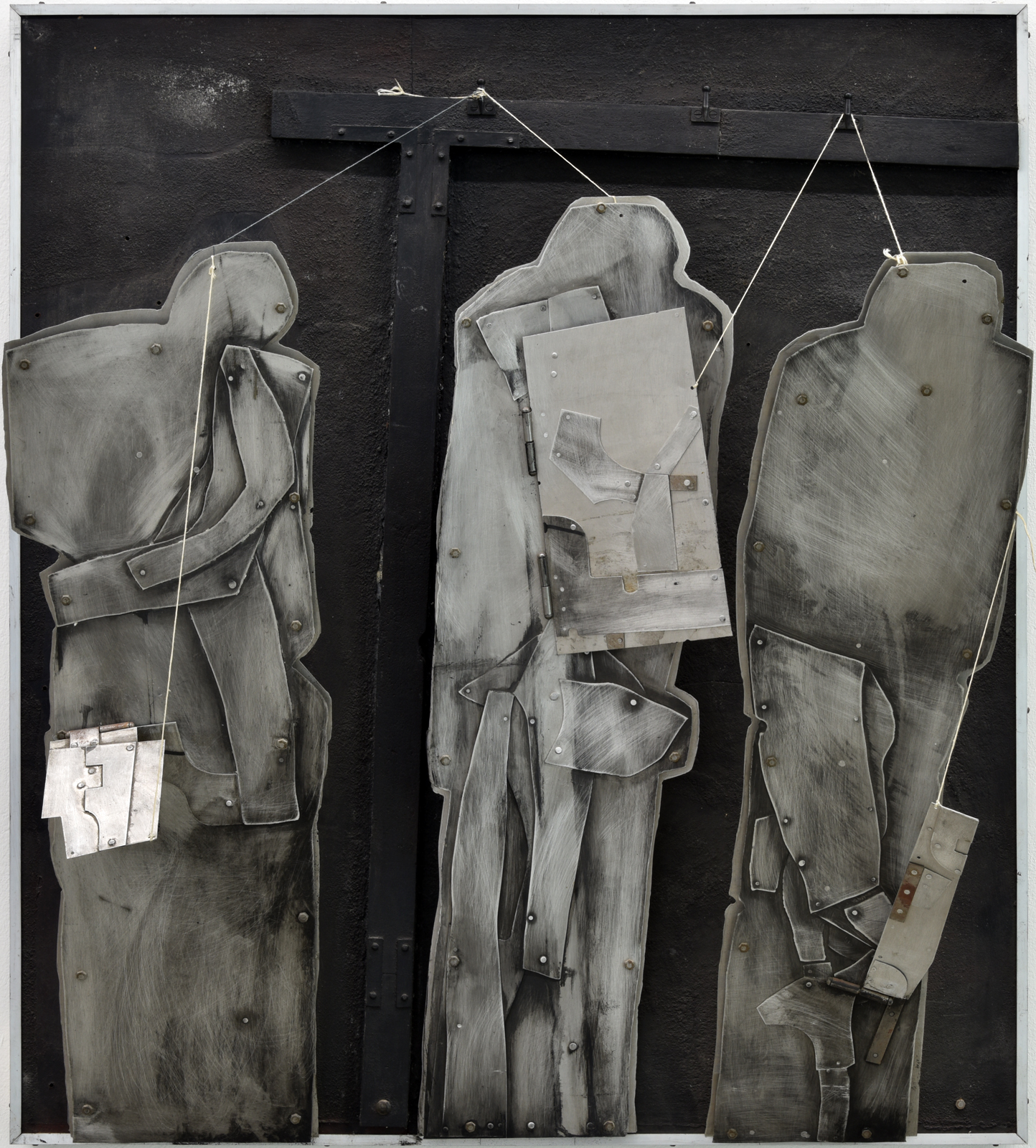
Skutečná událost (1978), Východočeská galerie Pardubice
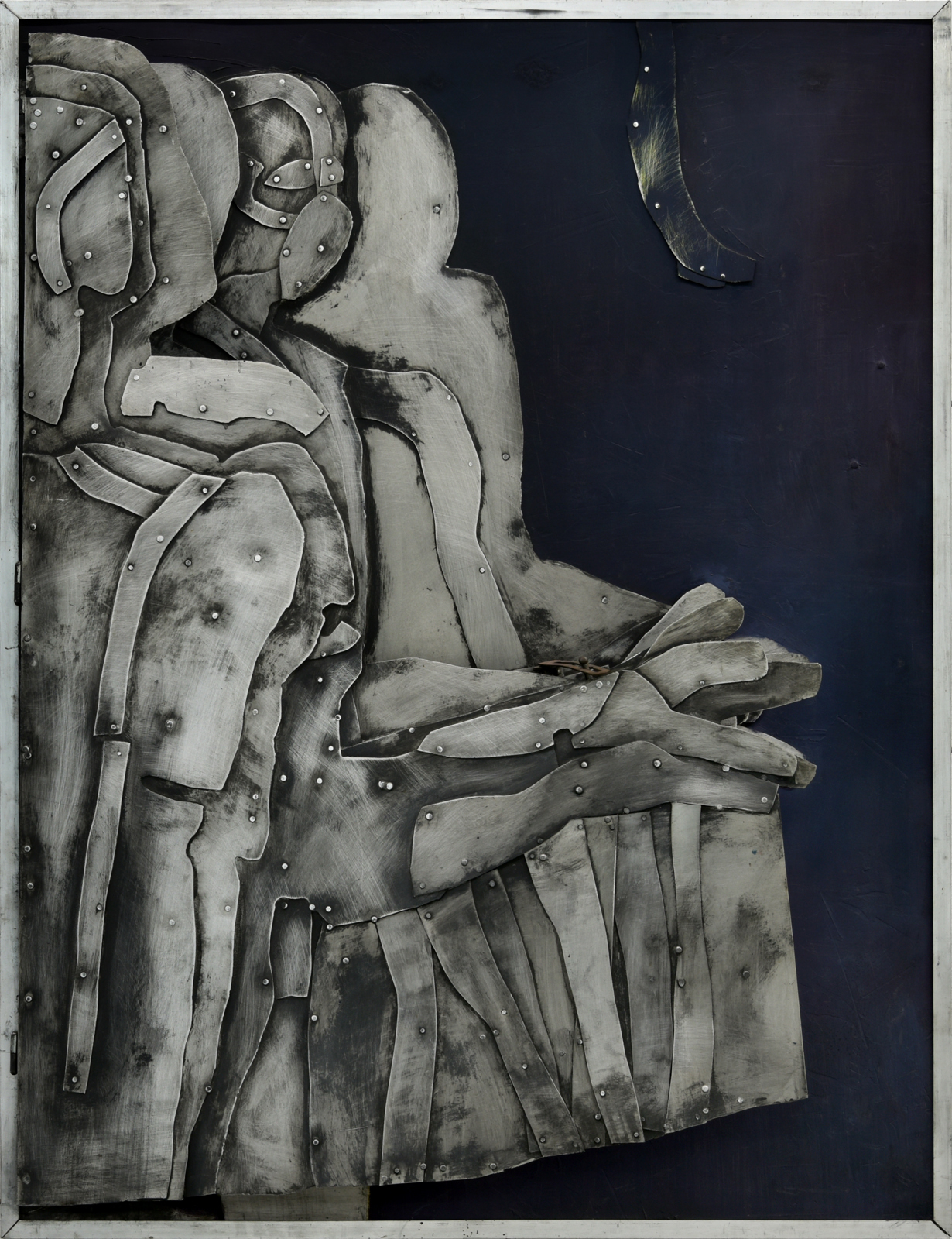
Host I (1979), Moravská galerie v Brně
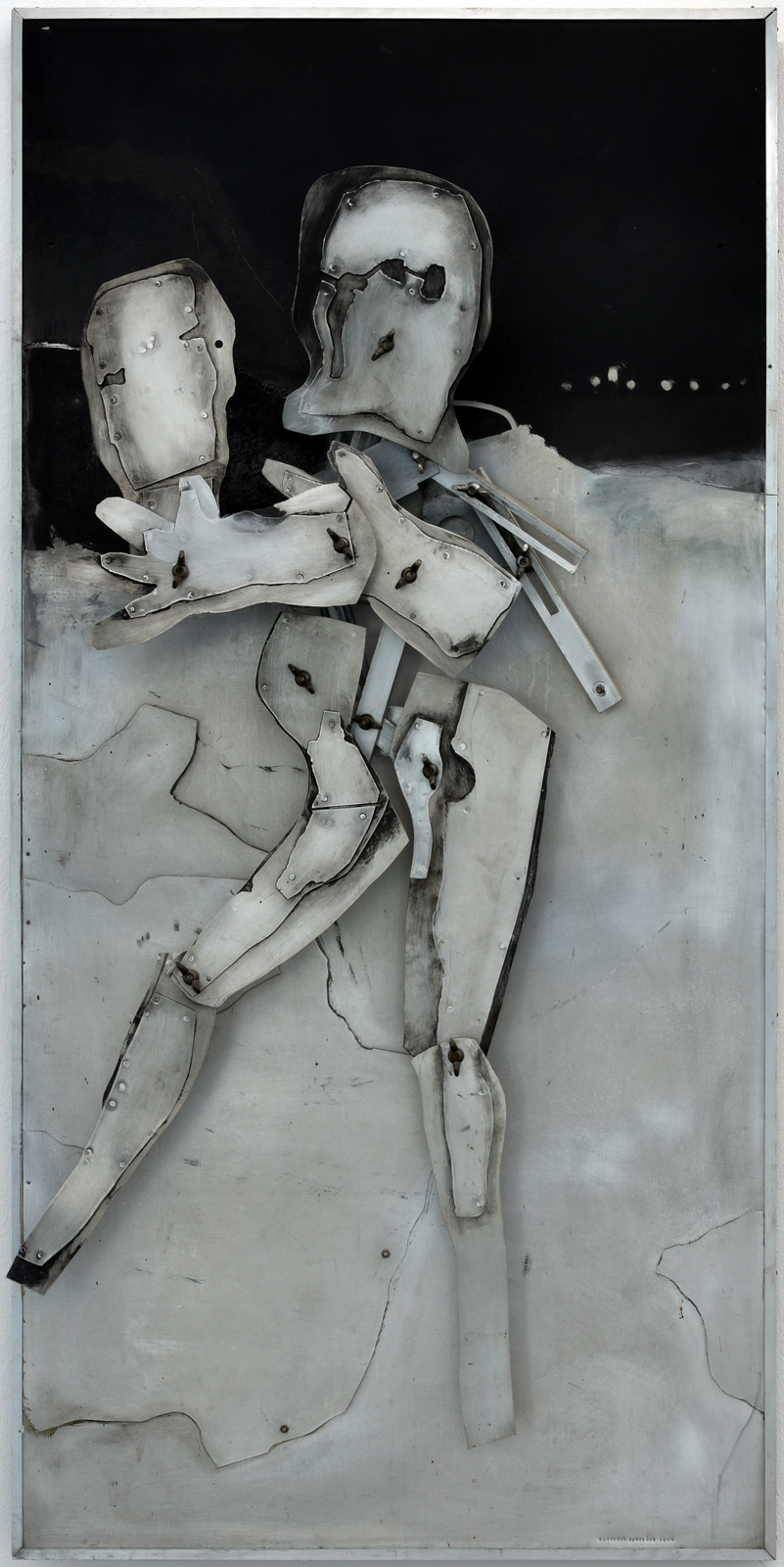
Kejklíř (1977)
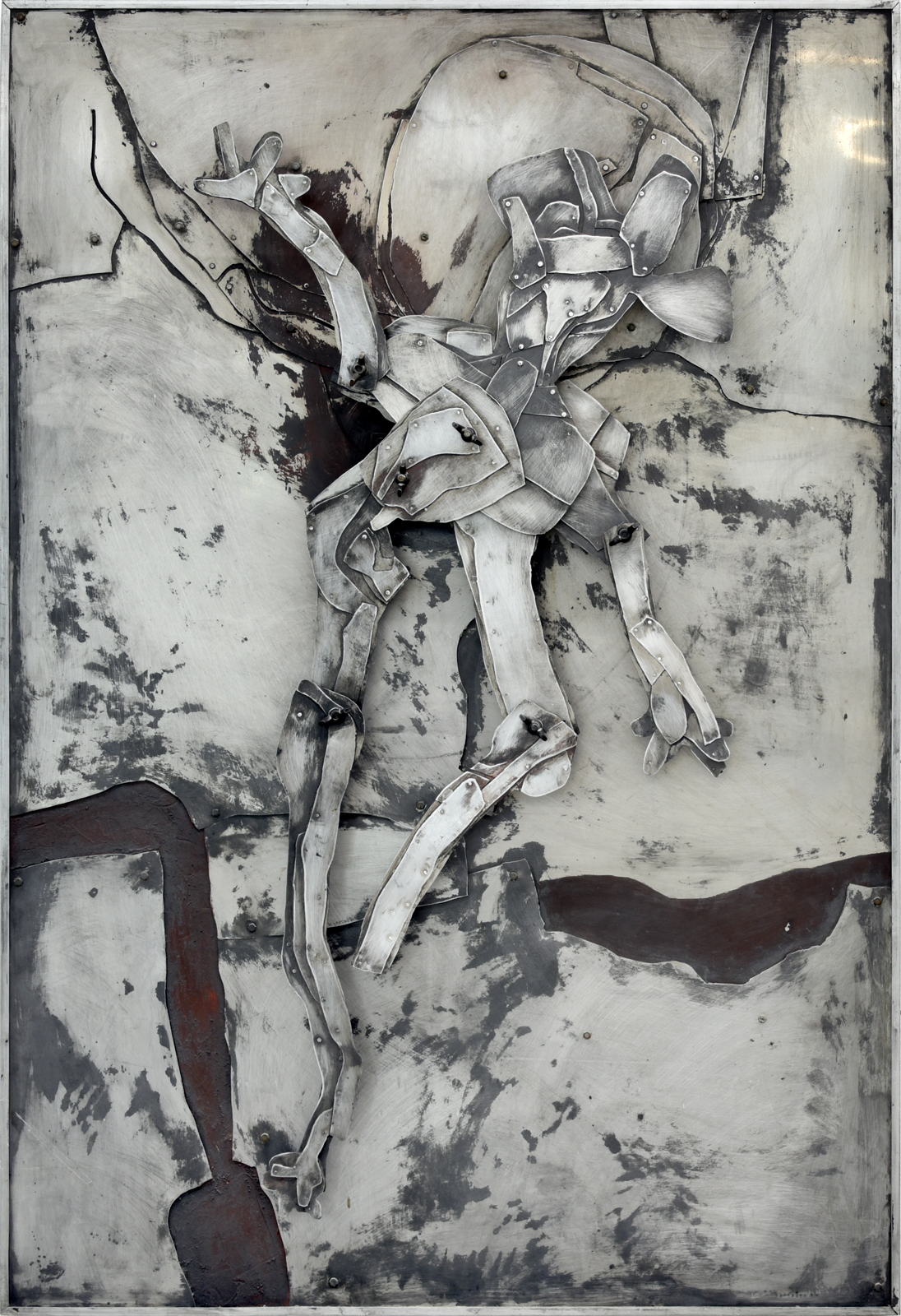
Till Eulenspiegel (1978)
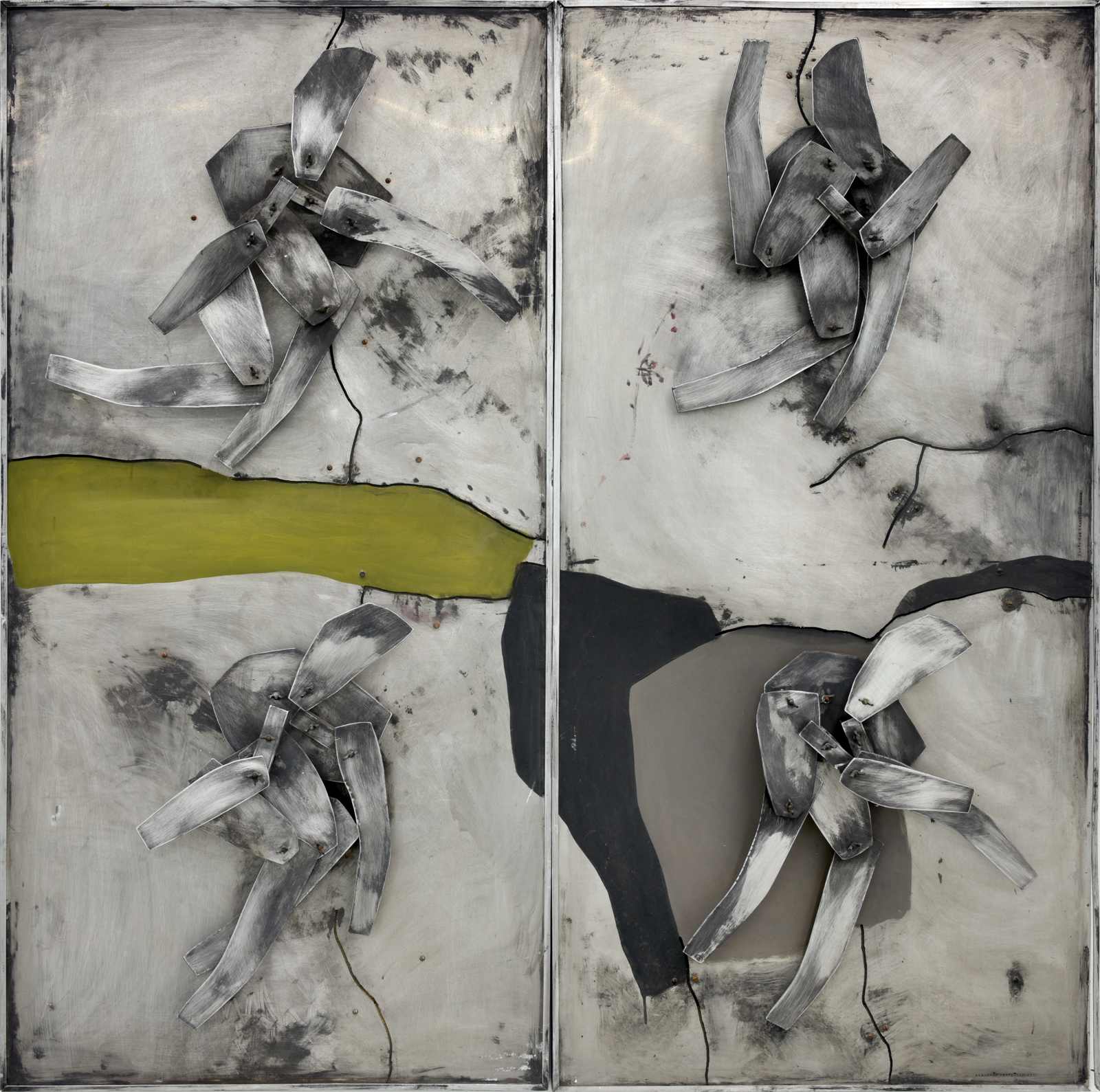
Čtyři dny Františka Ikara (1979)
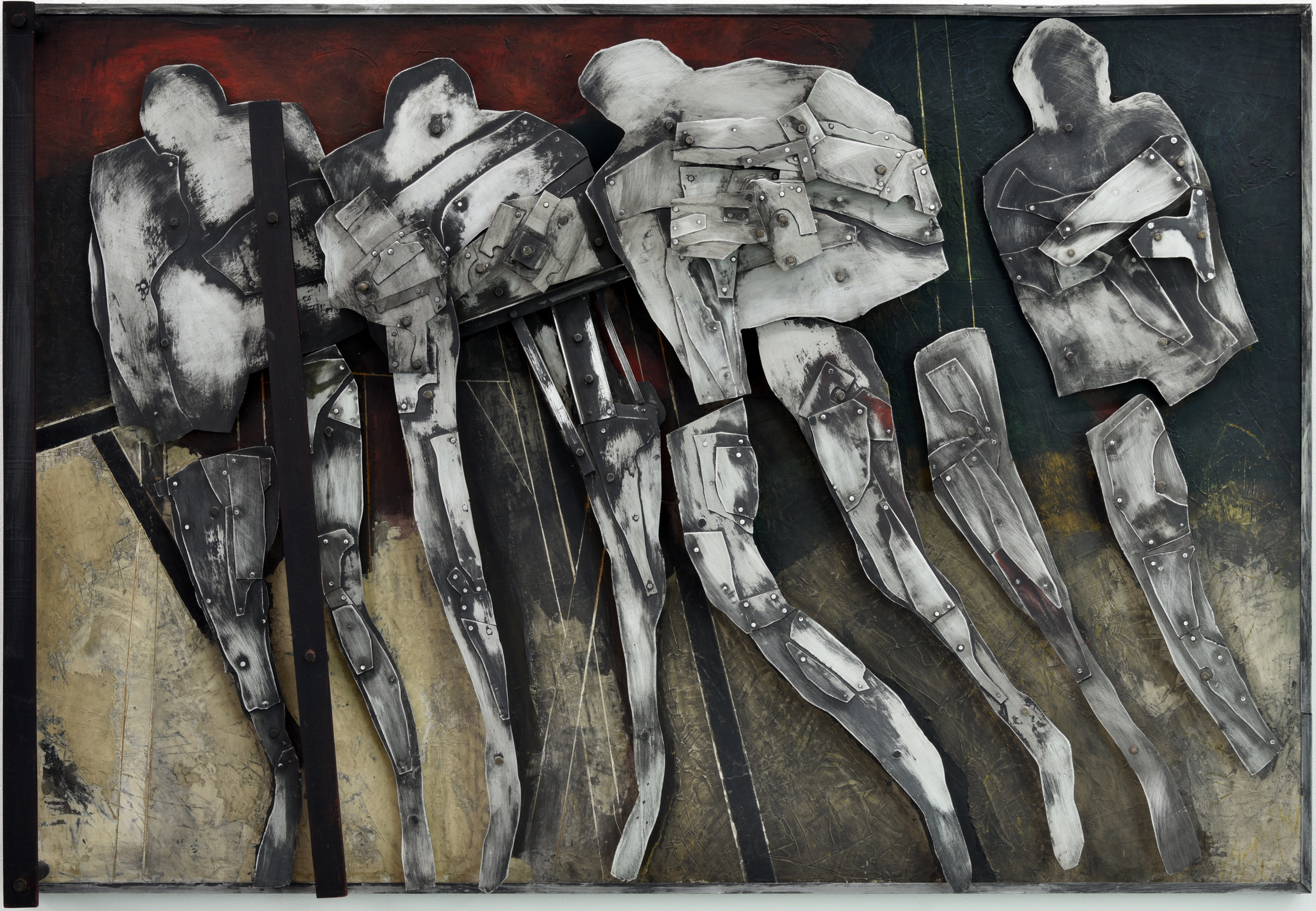
Slepci (1980), Galerie hlavního města Prahy
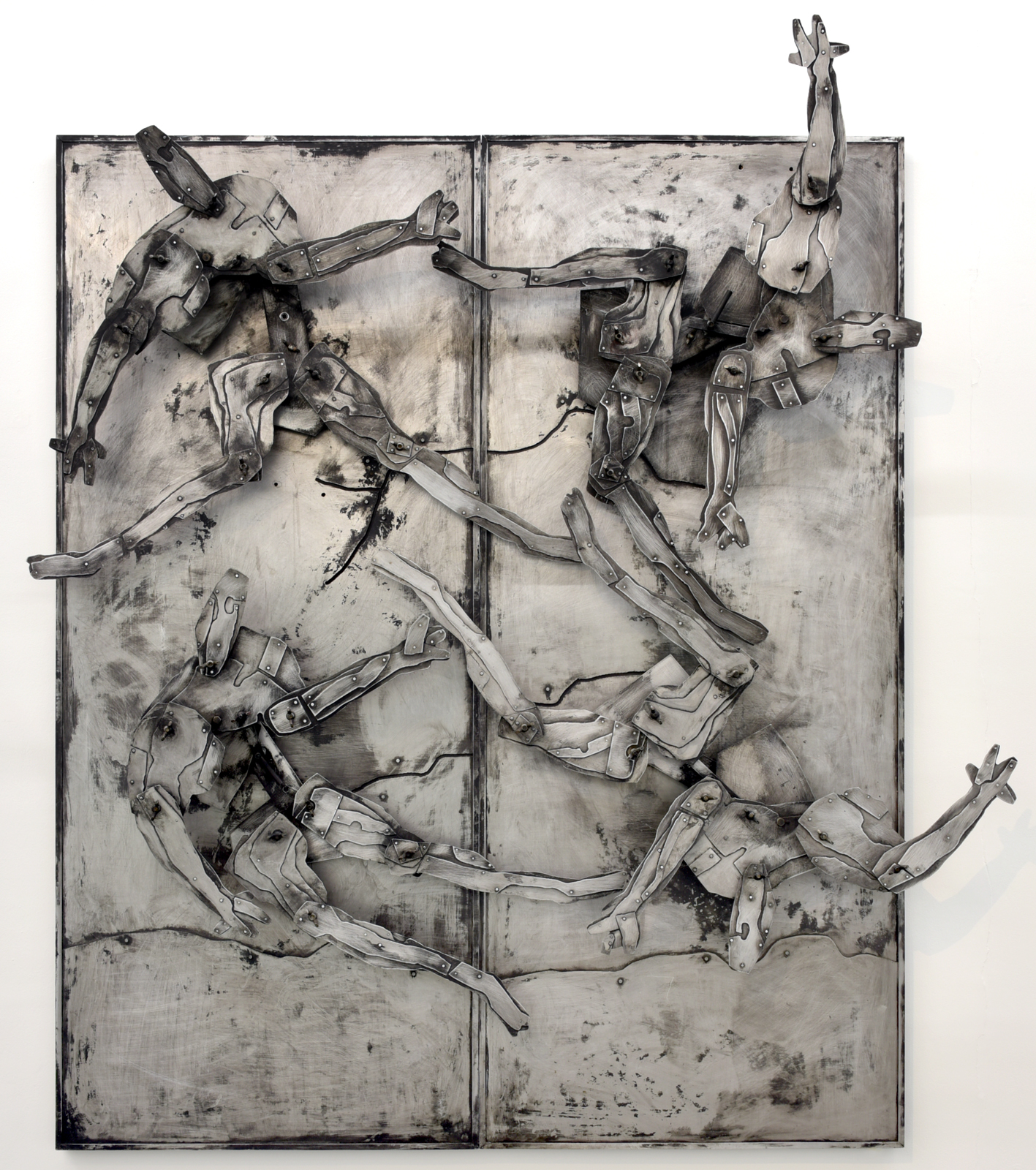
Čtyři kejklíři (1983), Národní galerie Praha
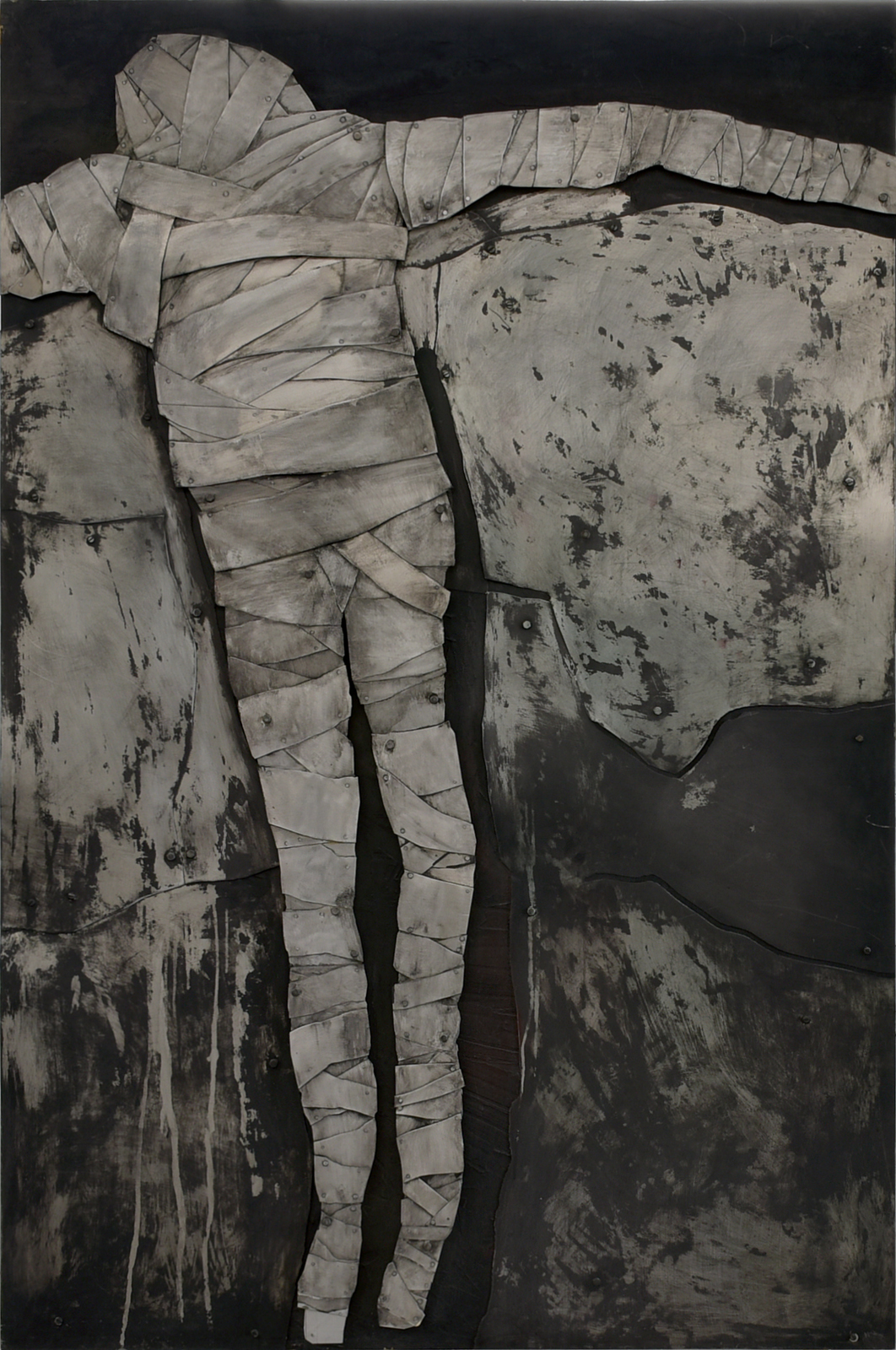
Zavěšená postava (Ovázaná postava), 1983-1984, Oblastní galerie Liberec

Ve druhé polovině 70. let v Janouškově tvorbě převažují existenciální témata (Pád, 1977, 1978, 1981, 1982, Čtyři dny Františka Ikara, 1979, Slepci, 1980). Lidé se v jeho reliéfních obrazech změnili v mechanismy, ve vyloučené a živořící jedince, kteří drží pohromadě jen vnějšími vzpěrami. Janoušek jimi včleňuje své osobní pocity do literárních, mytologických, biblických a filozofických příběhů a vybízí diváka, aby do nich zasáhl a tím je částečně převzal na sebe. Přelomovým dílem je Kejklíř z roku 1977 – jeden z prvních variabilů, který umožňuje manipulovat s celou postavou. Přestože pohyblivé části lze nastavit do extrémních a nepravděpodobných póz, je pevně dané základní tvarové východisko – pád nelze změnit na vzlet a fatalistické rozvržení nelze přesáhnout. Postava je oproštěna od podružných detailů a definuje ji abstrahovaná obrysová hrana plechové desky. V tomto i dalších dílech jde o určitou míru sebeidentifikace autora s údělem znázorněných postav. Předpokládaná aktivní účast diváka v manipulaci soch může změnit harmonii v disharmonii, ladnost v nevzhlednost, vážnost v grotesknost, ale nikdo nepopře záměr autora. Přestože variabilita vybízí k hravosti, je její rozsah předem limitován a nemůže narušit svébytnost díla. Reliéfy tak jsou vizuální manifestací Prvního manifestu permutacionalismu z počátku 60. let, ve kterém A. A. Moles uvádí: "stejnému počtu elementů může odpovídat velký počet způsobů jejich spojování, které tak od sebe odtrhují materiál a formu, oddělují možné od skutečného či vyjadřují potencionalitu jako autonomní veličinu".
V 80. letech v Janouškových dílech dominuje pocit beznaděje a téma individuální oběti (Přepadení, 1982, Zlá událost, 1983) a konfliktního střetnutí jedince a totalitní moci (Postava s terčem, 1984). Násilí má charakter objednaného úkonu na nepohodlném jednotlivci. Motiv vraha a jeho oběti vyjadřuje socha Proces (1984), kde oběť znázorňuje postava, která je volnou parafrází křesťanské piety. Předlohou k soše je Kafkův Proces, ale socha souvisí s konkrétní příhodou, kdy byl Janoušek téměř v šedesáti letech předvolán k vojenské prohlídce, kde se musel ve vedlejší místnosti svléknout. Pravděpodobným důvodem předvolání byla snaha StB zhotovit si kopie jeho klíčů od bytu a ateliéru. Ironický nadhled a kritickou distanci v Aseptickém odnětí ruky (1984), střídá pocit umělecké osamělosti nebo sebereflexe vnitřního zápasu (Já na druhou, 1985). Temné reliéfy, doplněné černými trámy, odlehčují figury vyřezané z plexiskla, které aktualizací světelných efektů přinášejí novou dimenzi. Po čtyřech měsících strávených v nemocnici vytvořil Janoušek roku 1986 v urychleném tvůrčím vzepětí ještě čtyři sochy, které reflektují jeho zkušenost z pomezí života a smrti (Postava s kyvadlem, Žena s kyvadlem, Škrtnutím pera, Poslední pád). Úplně poslední Janouškova socha Škrtnutím pera (1986) reflektuje zákaz jeho připravené výstavy v Brně, který vyčerpal poslední psychické síly a bezprostředně předcházel jeho smrti. Za černě natřeným ondřejovským křížem se rozkládají pahýly torza, které již patří onomu světu.
Janouškovy variabilní plastiky jsou nadosobním podobenstvím o konci každého svobodně uvažujícího člověka. I když vznikly ve vynucené izolaci, byly určeny pro veřejnou prezentaci a požadavek sdělnosti a jasnosti vylučuje jakýkoli efemérní subjektivismus. Nejzazší mezí Janouškova uměleckého výrazu byl boj se sebou samým (Já na druhou, 1985). Socha Poslední pád – Ikaros, vytvořená během posledních měsíců jeho života, se stala jeho náhrobkem.

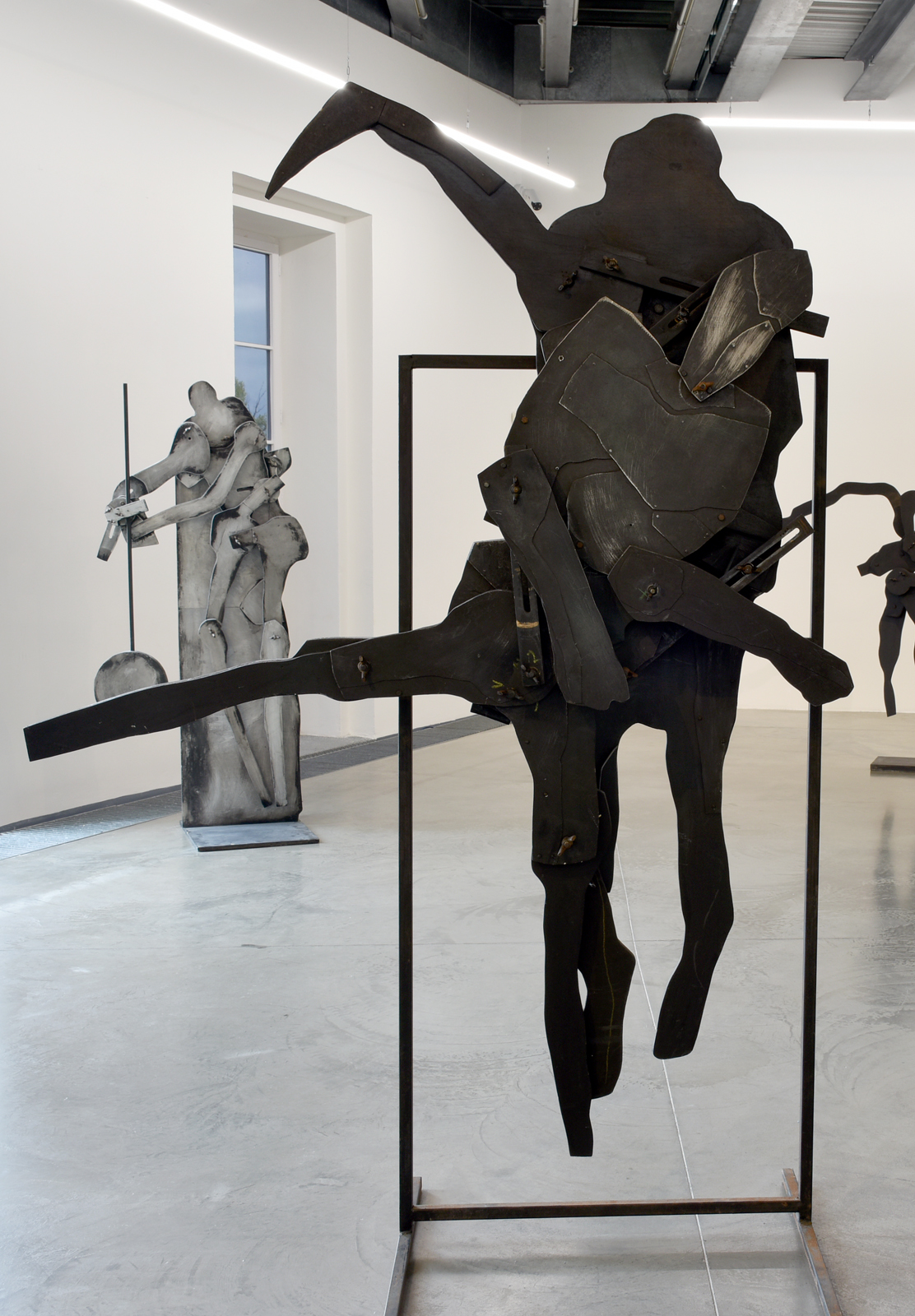
Proces (1984), Česká pojišťovna
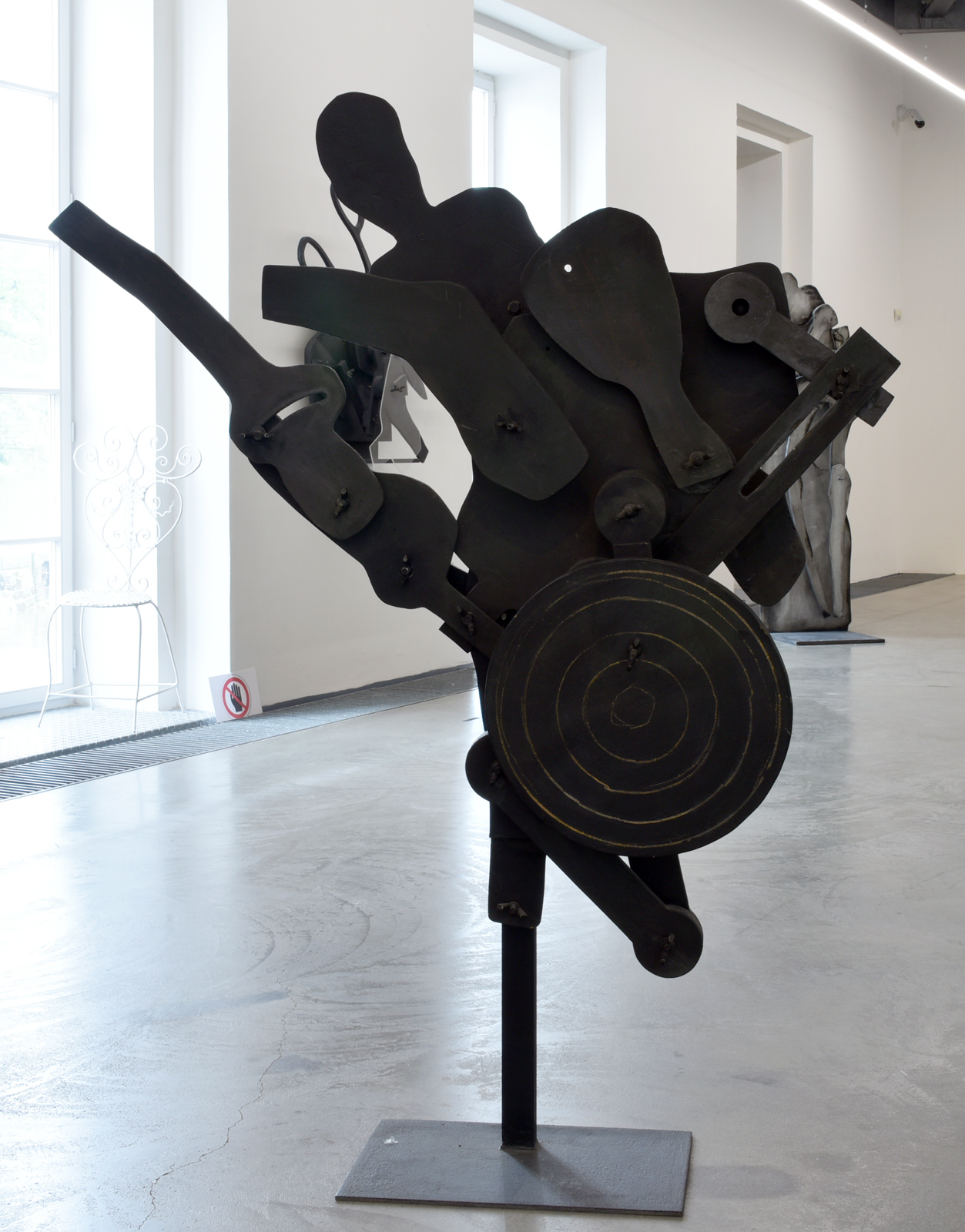
Postava s terčem (1984–1985), GASK Kutná Hora
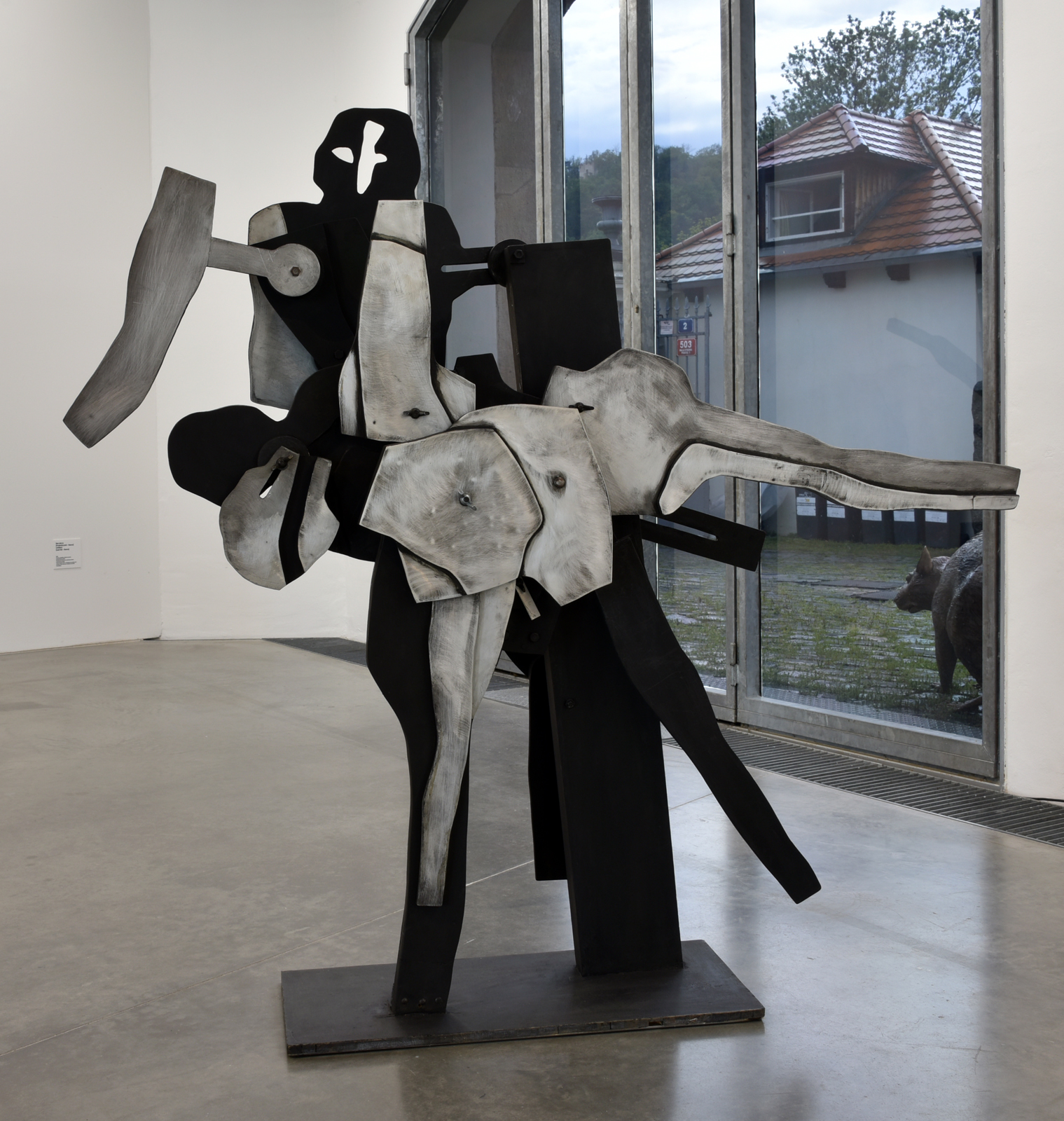
Vladimír Janoušek, (Já) na druhou (1985)
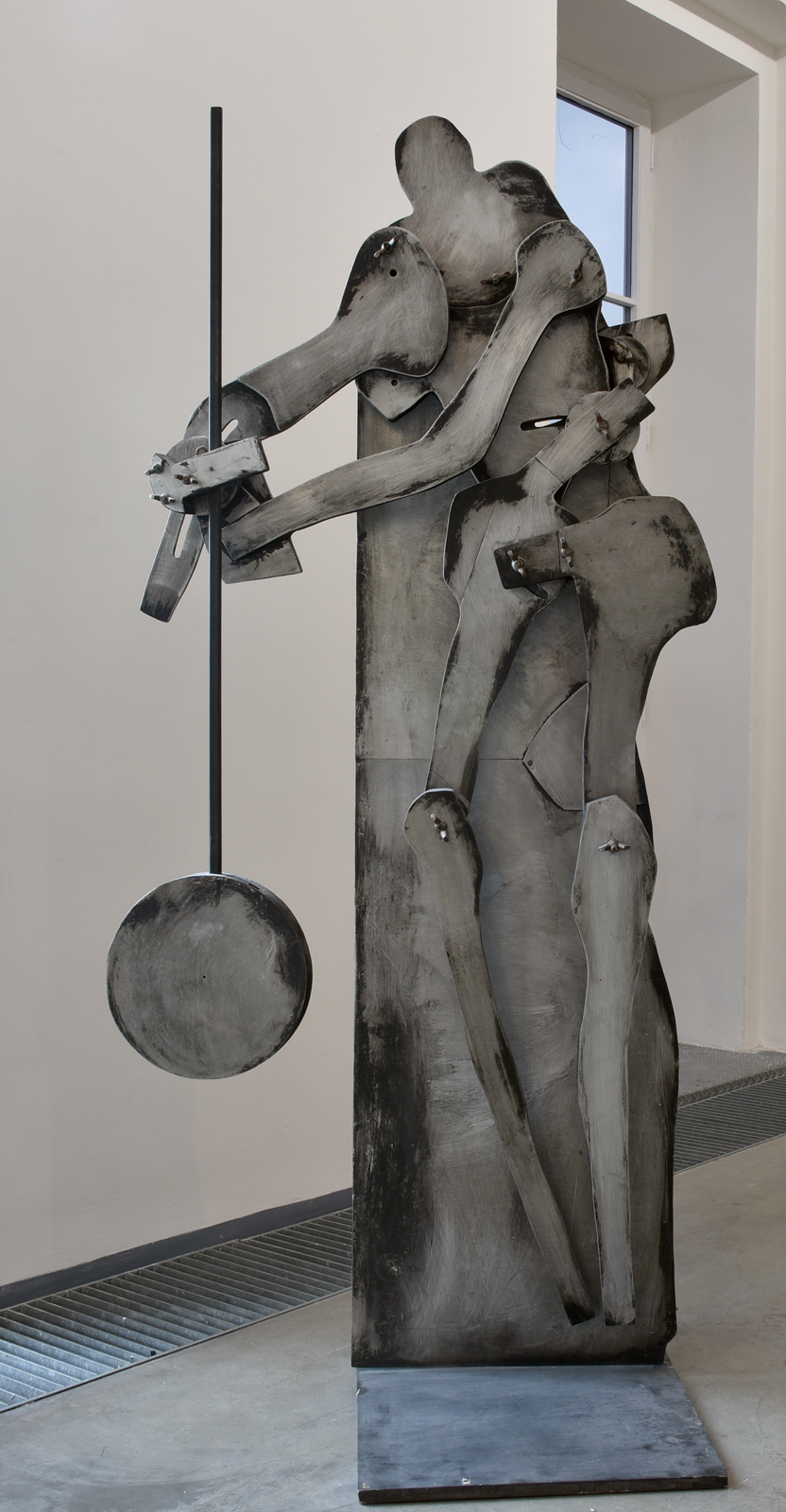
Postava s kyvadlem (1986), Galerie Dolmen
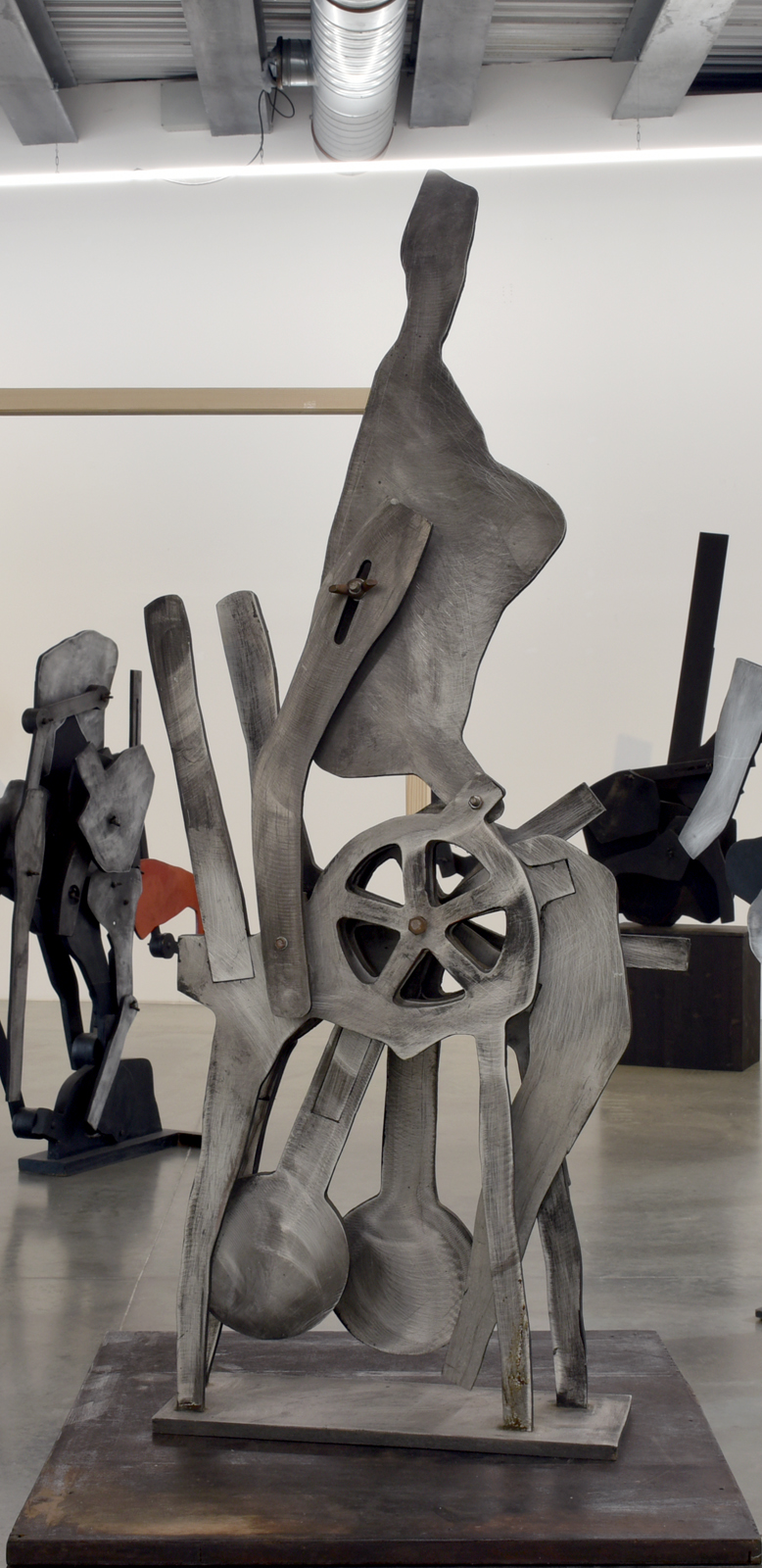
Žena s kyvadlem (1986)

### Kresby
Vladimír Janoušek během života vytvořil několik set převážně černobílých tušových kreseb, někdy kombinovaných s kvašem. I když šlo o náčrt různých fází tvůrčího procesu, je Janouškův kreslířský projev natolik jasný a určitý, že vzbuzuje dojem definitivnosti. Zejména jeho velkoformátové kresby se vyznačují vysokou malířskou kvalitou a tvoří samostatnou část jeho tvorby.
Ve druhé polovině 40. let maloval barevné kvaše a tušové kresby, kterými zaznamenal figurální výjevy a ujasňoval si kompoziční problémy. Na počátku 60. let vycházel z odkazu syntetického kubismu popřením realistického zobrazení a důslednou sumarizací hmot. Dvě kresby z tohoto období předjímají pozdější organické plastiky s drátěnou konstrukcí. Roku 1964 vytvořil sérii dekalků a v následujícím roce sérii rozmývaných kreseb krajin. Od poloviny 60. let kreslil studie sochy v krajině, které tematizují postavení člověka ve světě a jsou charakteristické uvolněným malířským rukopisem a dynamickou kompozicí. Tušové kresby černých figur v prostoru jsou paralelou zejména k jeho pozdějším variabilním plastikám. Lidské postavy v nich už pojal jako sochy a promýšlel až do technických podrobností jako jsou spojovací šrouby a matice.Z Ve druhé polovině 60. let, kdy realizoval své největší plastiky v kovu, kreslení přerušil.
Kresbě se znovu intenzivně věnoval od 70. let, kdy upadl v nemilost komunistického režimu a ocitl se ve společenské izolaci. V těchto kresbách sugeruje pohyb kresebnou animací části figury rozložené v ploše, jejím rozfázováním, opakováním a rytmizováním. Prostorové plány jsou vyznačeny šrafováním nebo začerněním, nebo pouhým obrysem figury. Někdy obrys kresby změkčoval a tónově obohacoval rozmýváním. V kresbách řešil i znázornění pohybu v plošně pojaté plastice nebo reliéfu z hliníkového plechu, kde spojení šrouby umožňovalo manipulaci a přestavitelnost figury, ale pouze ve vymezeném prostoru. Tímto způsobem je zvýrazněna významová nejednoznačnost plastik, které mají zřetelný existenciální podtext. V kresbách z přelomu 70. a 80. let se znovu vrací také motiv kyvadel, nejčastěji jako utopických projektů s vertikální osou mezi nebem a propastí, která pohyb kyvadla omezuje. Figury mají podobu odlidštěných loutek, jejichž pohyb hrozí pádem do propasti. Od počátku 80. let Janoušek vystupňoval ve svých kresbách motivy krutosti a násilí (Muž s kosou, 1983).
Figurální kresby mají někdy rozmazané kontury a splývají s pozadím, pro kresby z let 1978-1986 je charakteristický uvolněný až gestický štětcový rukopis. Jednofigurové kresby jsou statičtější a kompozičně uzavřenější. Janoušek v nich v kresebné zkratce pojímá člověka bez fyzických a psychologických detailů jako zobecněný znak. Tragický životní pocit Vladimíra Janouška dostal výraz ve druhé, mnohafigurové sérii kreseb, v nichž se objevuje násilí, agresivita, nemožnost domluvy. Lidé na Janouškových kresbách jsou nomádi bezcílně bloudící krajinou, slepci s bílými holemi, které jim chůzi znesnadňují, nebo dav útočící proti neviditelnému nepříteli. Z roku 1981 pochází kresba Opakované stínání hlavy. Biblický námět Obětování se v kresbách ze závěru života transformoval do motivu zabíjení dítěte (Zabíjení, 1984), který reflektuje pocit bezbrannosti vůči kolektivní zvůli, která postrádá mravní řád a ničí život na jeho počátku. Jednou z jeho posledních kreseb jsou Bílé hole (1986) a skica sedícího anděla se skloněnou hlavou, která má podobu smrtky.
Janouškovo ideově a umělecky vyzrálé a hluboce lidské dílo charakterizuje mravní patos, duchovní noblesa a formální kultivovanost. Díky autorově senzibilitě, představivosti, zkušenosti a poznání, které má obecnou platnost, jsou v jeho dílech otázky, které se týkají základních pocitů bytí a vztahů člověka k člověku, k prostoru a času.

### Sochy v architektuře a veřejném prostoru (výběr)
- 1955 – reliéf, Dům módy v Praze
- 1958 – Hudba, vysoký reliéf, laminát, výška 6 m, Čs. pavilon Expo 58 Brusel, zničeno při požáru pavilonu v Praze
- 1960 – Pomník Karla Hynka Máchy, Doksy
- 1960 – Člověk dobývá vesmír (v. 560 cm, pylon 14 m), prostranství před Strahovským stadionem (zničeno)
- 1962 – Vstupní plastika pro Mezinárodní výstavu keramiky, foyer bruselského pavilonu, PKOJF Praha (zničeno)
- 1963 – Alegorická postava ženy, Příbram[69]
- 1964 – Slunce, plavecký stadion Podolí, Praha
- 1967 – Mateřství Expo 67 Montréal
- 1969 – Niké, ocel, budova České pojišťovny Ostrava[70], nezvěstné
- 1969 – Plachetnice, svařovaná ocel, požární nádrž Pardubice-Polabiny, později přemístěno před ZŠ v Pardubicích-Polabinách II[71]
- 1970 – Bez názvu, plastika pro Mezinárodní symposium kovu v Košicích, zničeno
- 1970 – Hrozba války, Neúprosnost času, Expo v Ósace[72]
- 1971 – Pegas / Letící stroje, ocel, Divadlo Antonína Dvořáka, Moravská Ostrava[73]
- 1972 – Oblak, bronz, kinetická fontána Kajetánské terasy, Praha 1[74][75]
- 1972 – Oheň, sídliště Novodvorská (možná připomínka smrti Jana Palacha), přemístěno[76]
- 1973 – Kováci, sousoší původně určené pro foyer Kulturního domu v Kladně, z politických důvodů neosazeno, instalováno na zahradě ateliéru manželů Janouškových
- 1974 – Krystal vzduchu, kov, nádvoří školy, Kladno-Kročehlavy (odstraněno)[77]
- 1974 – Hodiny botaniky, pískovec, Přemyšlenská, Praha 8 - Kobylisy
- 1975 – Česká krajina, kašna, Jiřský klášter v Praze
- 1978 – Dělníci, Muzeum Vysočiny v Havlíčkově Brodě
- 1980 – Květ, kov, Mejstříkova, Křtinská, Mnichovická, Praha 11-Jižní Město
- 1980 – Ratolest, ocel, smuteční síň na Slezskoostravském hřbitově, Ostrava[78]
- 1981 – Křídla, mobilní plastika, Třebíč, zničeno
- 1982 – Květ, nerez, Jedovnická 2348/10, Brno-Líšeň[79]
- 1982–1984 – Symbol peněžnictví, interiér České spořitelny, Olomouc

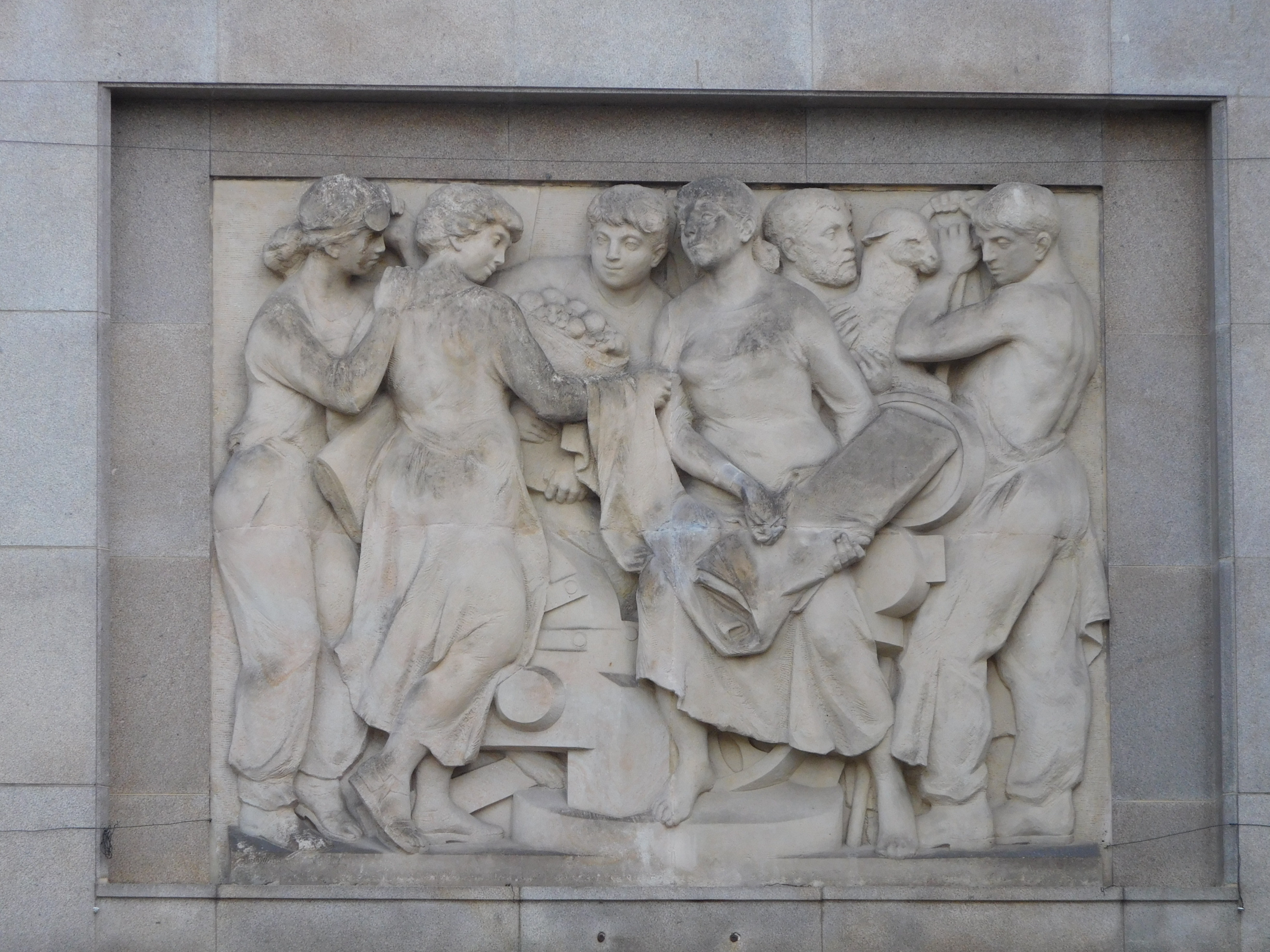
Vladimír Janoušek, Textilní průmysl a obchod (1956), Dům módy
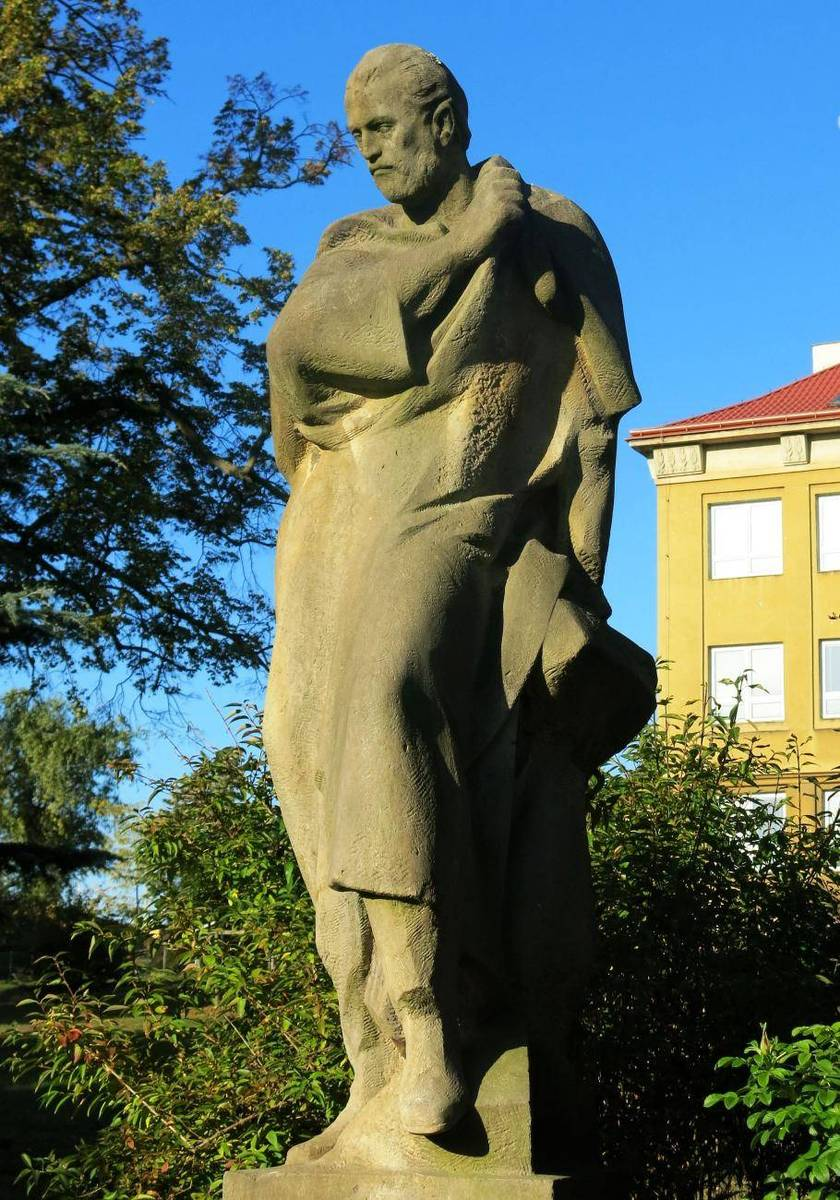
Vladimír Janoušek, Pomník Karla Hynka Máchy u školy v Doksech (1960)
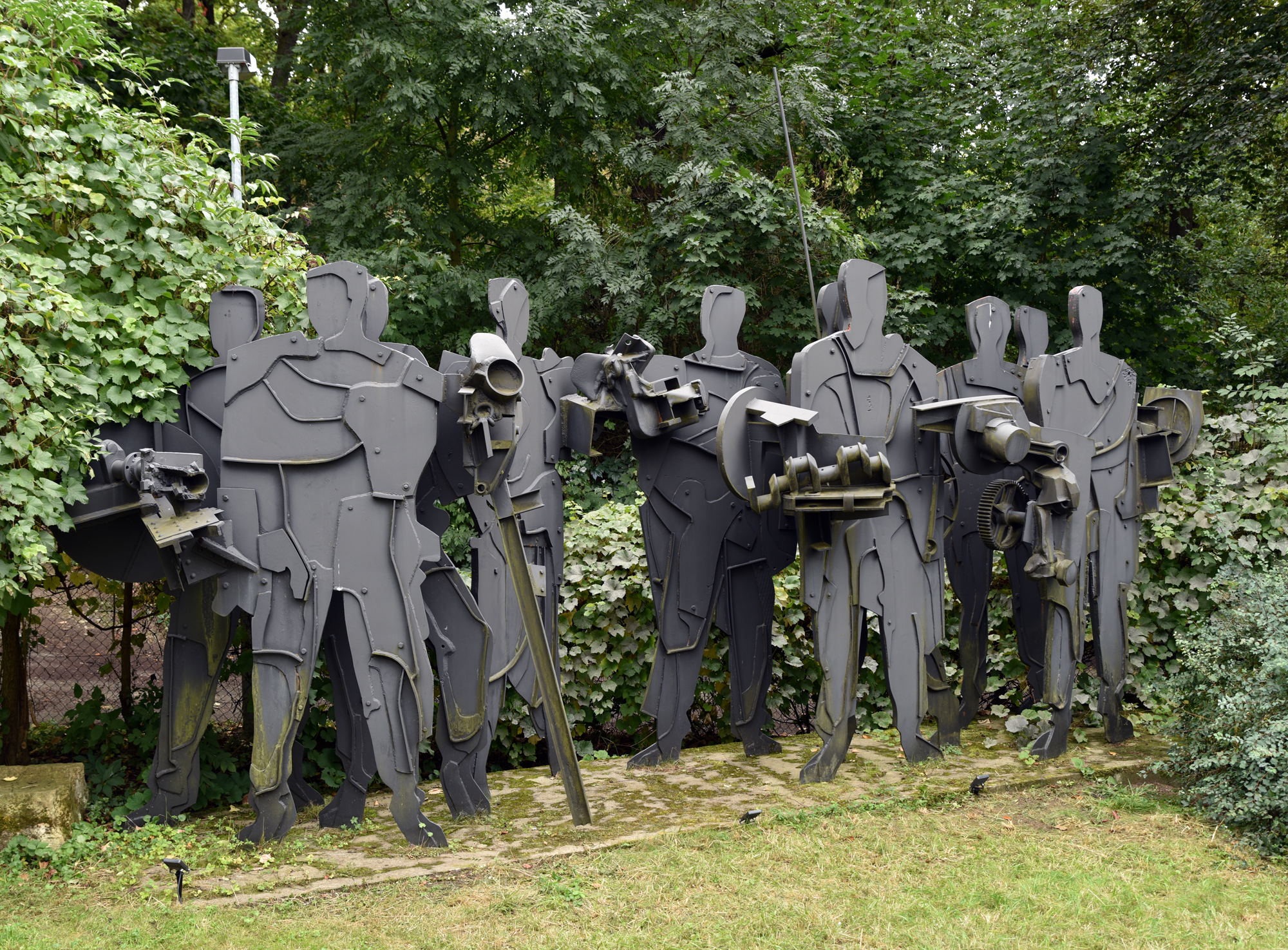
Ateliér manželů Janouškových – Vladimír Janoušek, Kováci (1973)
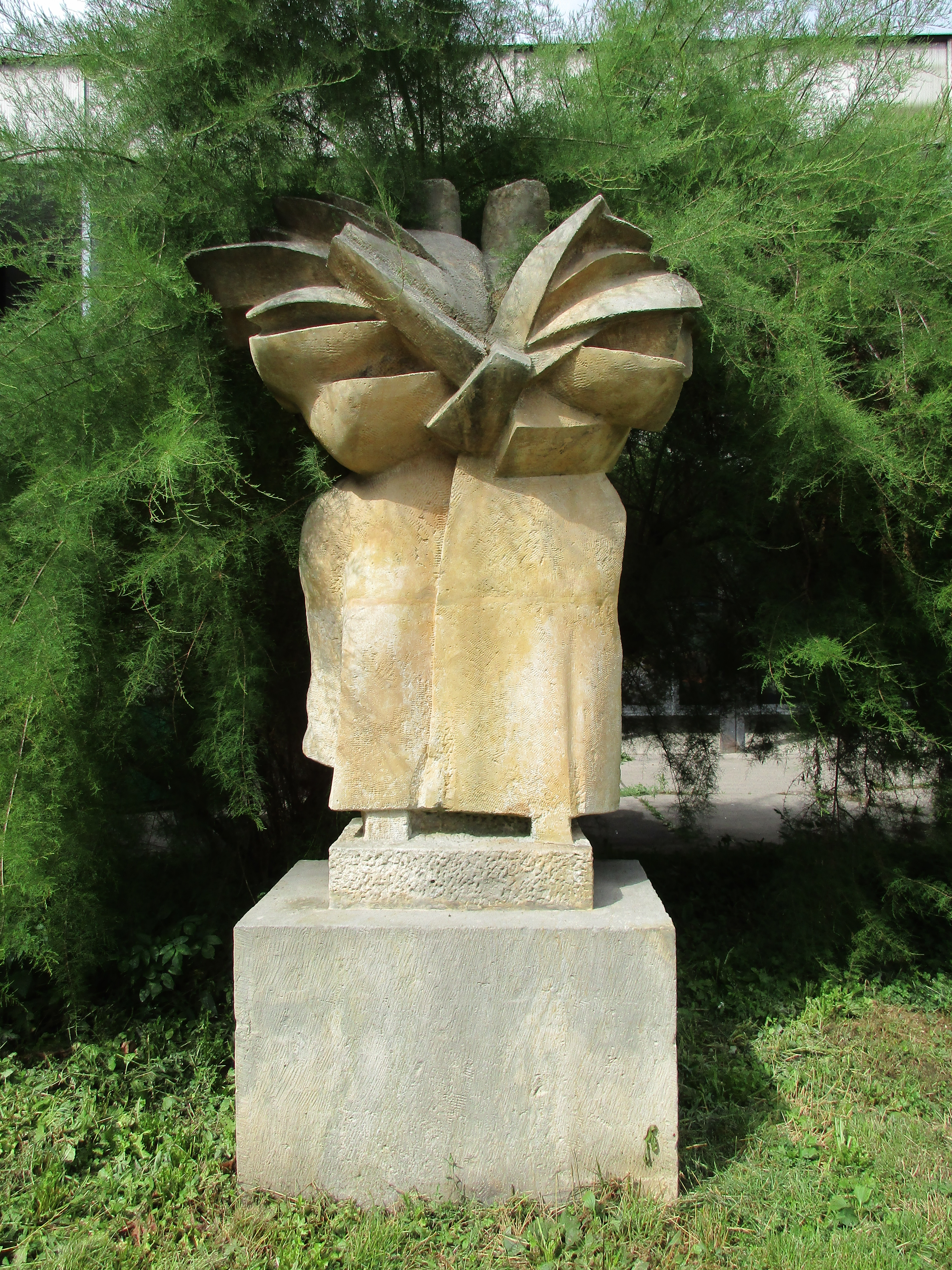
Vladimír Janoušek, Hodiny botaniky, Kobylisy (1974)
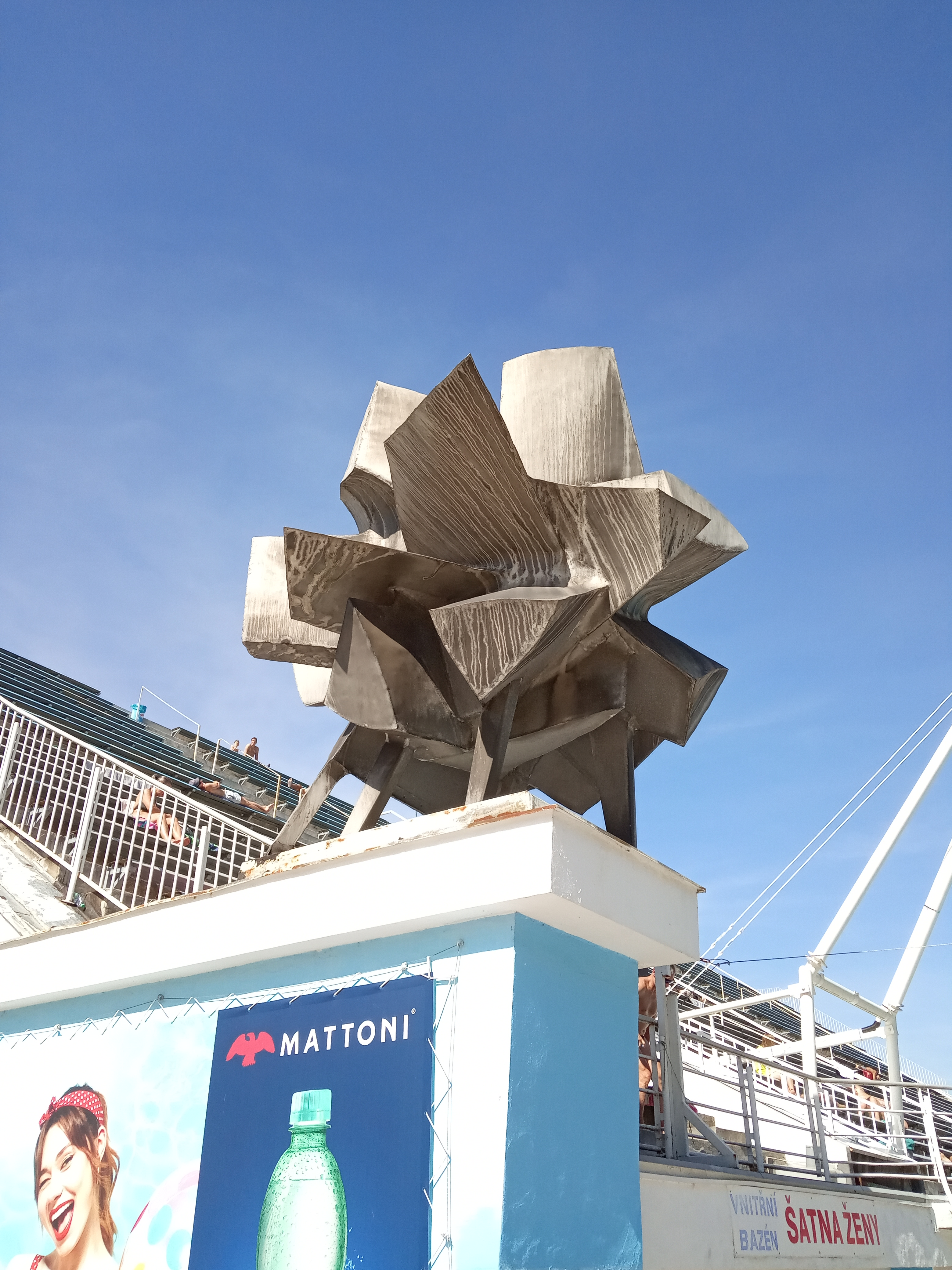
Vladimír Janoušek, Slunce (1964–1965), plovárna Podolí
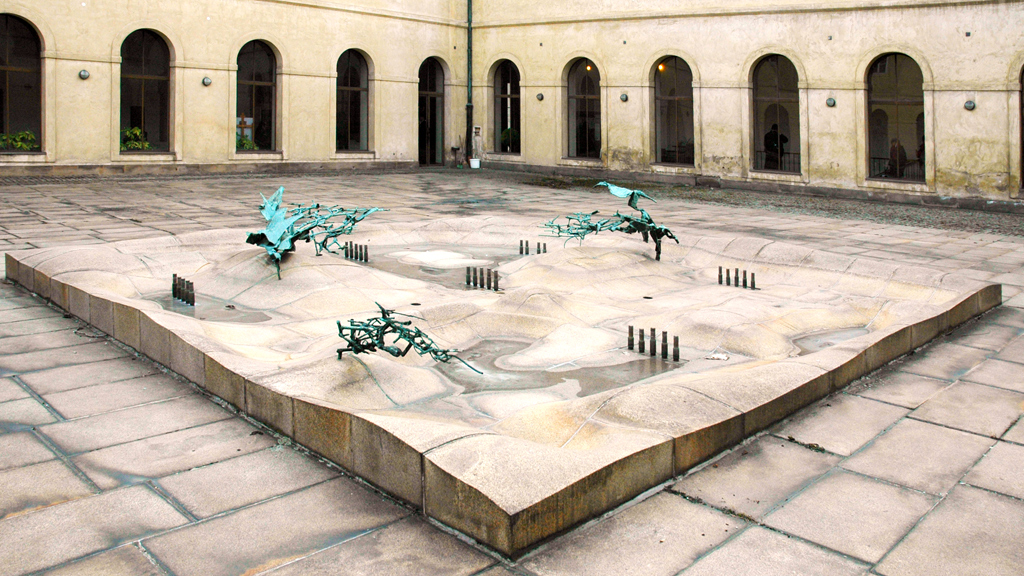
Vladimír Janoušek, Česká krajina (1975), Jiřský klášter
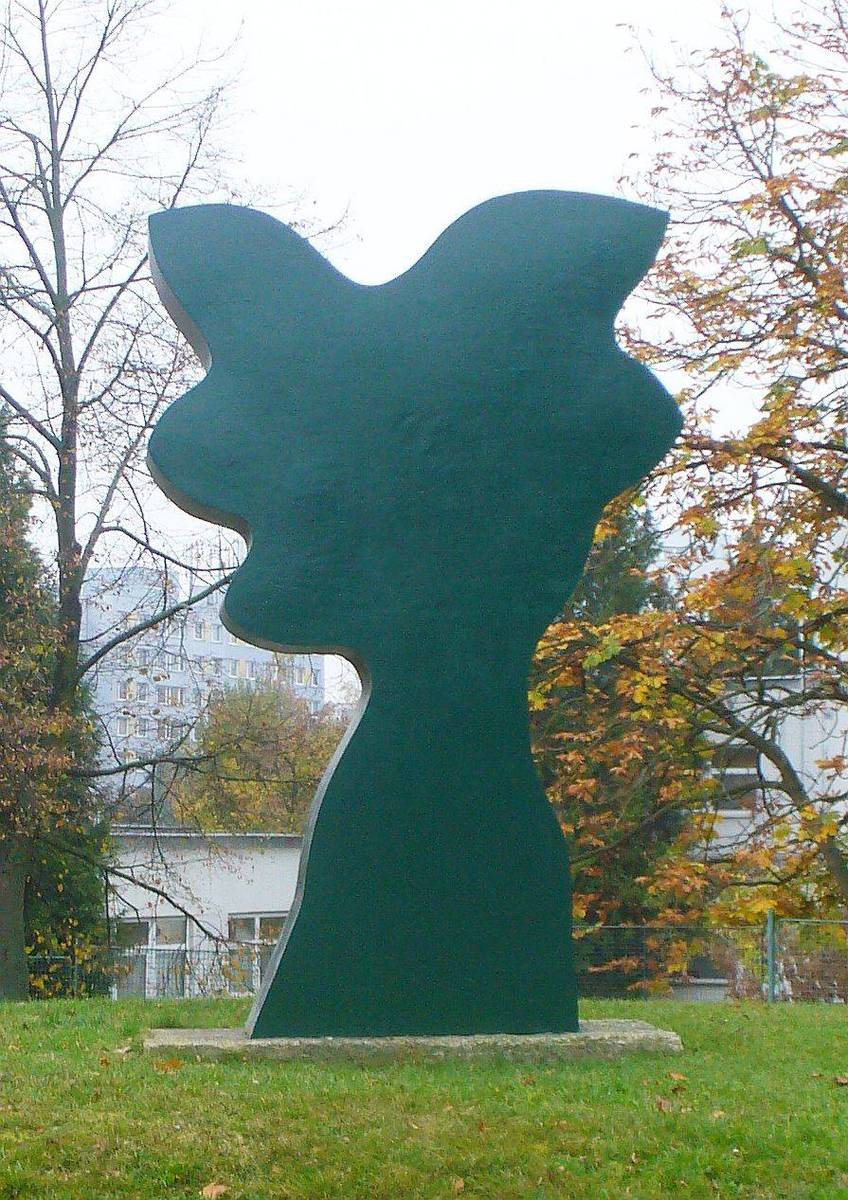
Vladimír Janoušek, Květ (1982), park Ocelík v Hájích

### Zastoupení ve sbírkách  (výběr)
- Národní galerie Praha[80]
- Museum Kampa, Praha
- Moravská galerie v Brně[81]
- Alšova jihočeská galerie Hluboká nad Vltavou
- Galerie umění Karlovy Vary
- Krajská galerie výtvarného umění ve Zlíně
- Oblastní galerie Liberec
- Galerie středočeského kraje v Kutné Hoře
- Západočeská galerie v Plzni[82]
- Galerie výtvarného umění v Ostravě[83]
- Galerie výtvarného umění v Chebu
- Galerie moderního umění v Hradci Králové
- Galerie moderního umění v Roudnici nad Labem
- Oblastní galerie Vysočiny v Jihlavě
- Severočeská galerie výtvarného umění v Litoměřicích
- Galerie výtvarného umění v Hodoníně
- Galerie Klatovy / Klenová[84]
- Muzeum umění a designu Benešov[85]

### Samostatné výstavy
- 1967 – Kyvadla a jiné sochy, Nová síň, Praha
- 1967 – Sochy, OG Liberec (s Věrou Janouškovou)
- 1982 – Obrazy a kresby, Dům kultury, Orlová
- 1982 – Ústav makromolek. chemie AV, Praha
- 1986 – Plastika a kresby, Malá galerie Stavoprojektu, Brno (výstava nepovolena)
- 1987 – Poslední plastiky, ÚKDŽ, Praha
- 1987 – Kresby, Galerie Opatov, Praha
- 1990 – GHMP, Dům u kamenného zvonu, Praha
- 1993 – Poslední práce, Galerie Hořice
- 1994 – Galerie na Pecce (s Věrou Janouškovou)
- 1998 – Sochy a koláže, Turčianská galéria, Martin, (s Věrou Janouškovou)
- 1999 – Galerie Trigon, Plzeň (s Věrou Janouškovou)
- 1999 – V. Janoušek neznámý, OGV Jihlava
- 1999 – Pohyb a změny v plastice, Galerie Millenium, Praha
- 2020/2021 -Časy / Times, Museum Kampa[86]

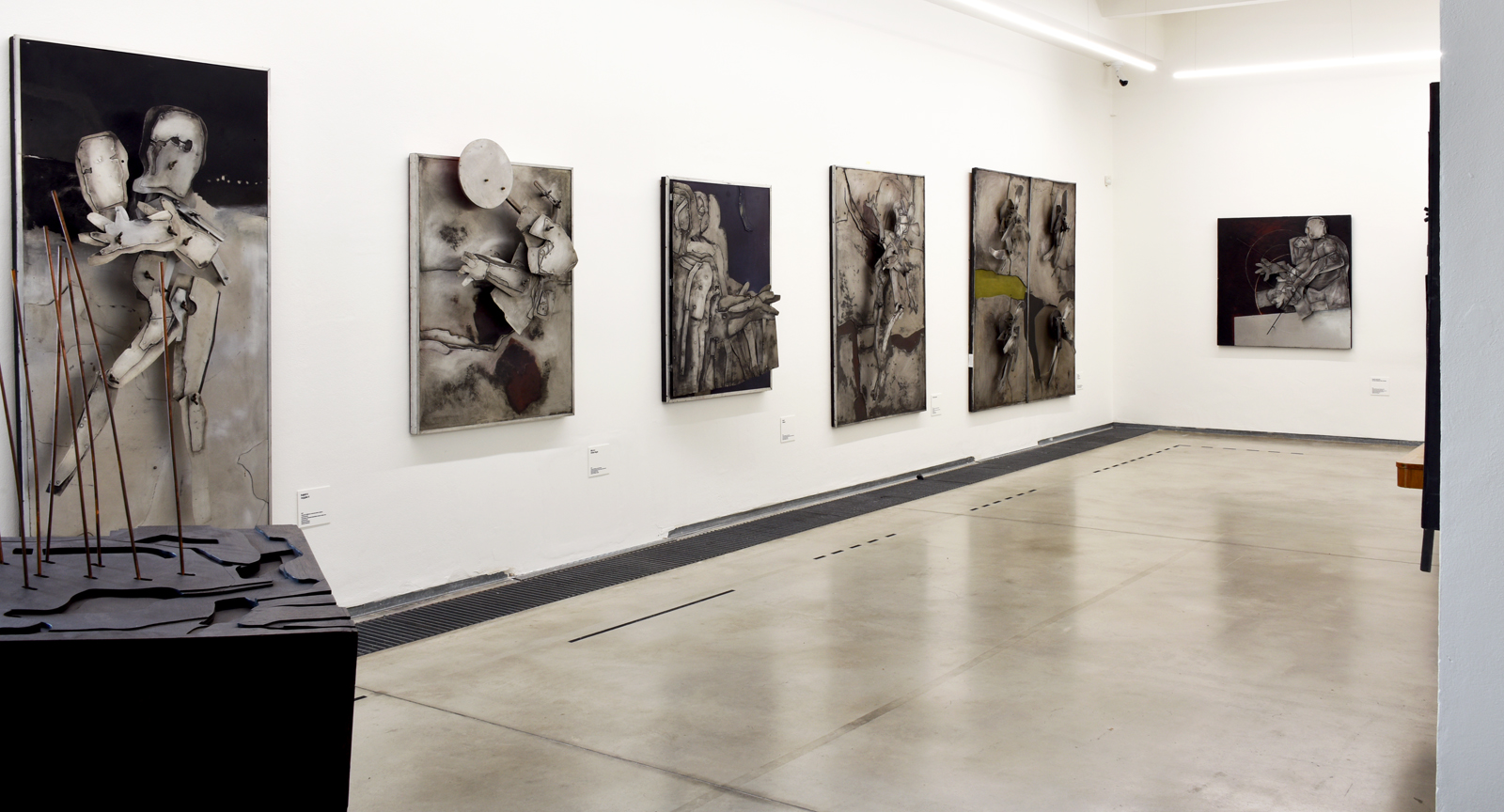
Vladimír Janoušek: Times, Museum Kampa 2021
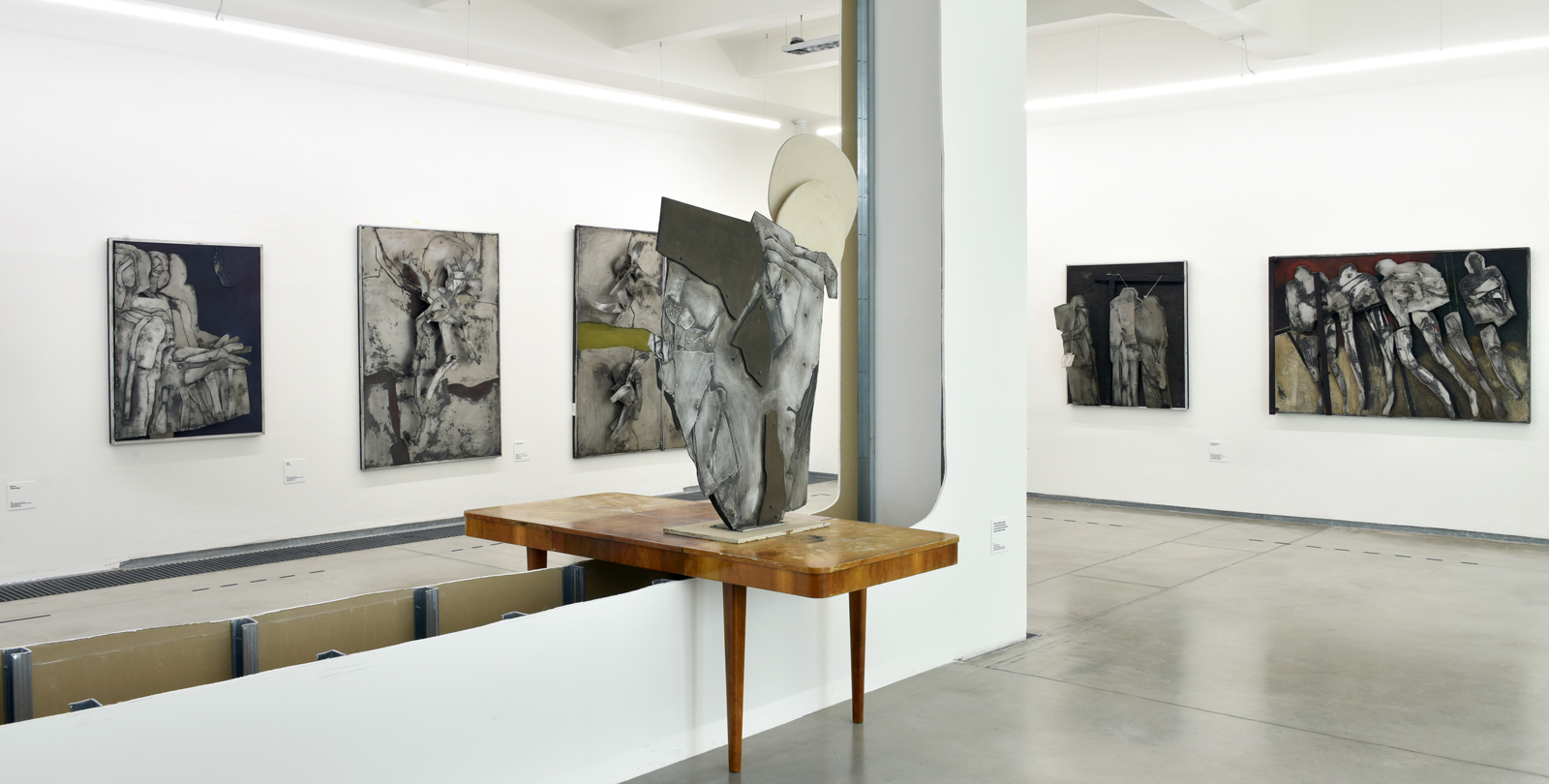
Vladimír Janoušek: Times, Museum Kampa 2021
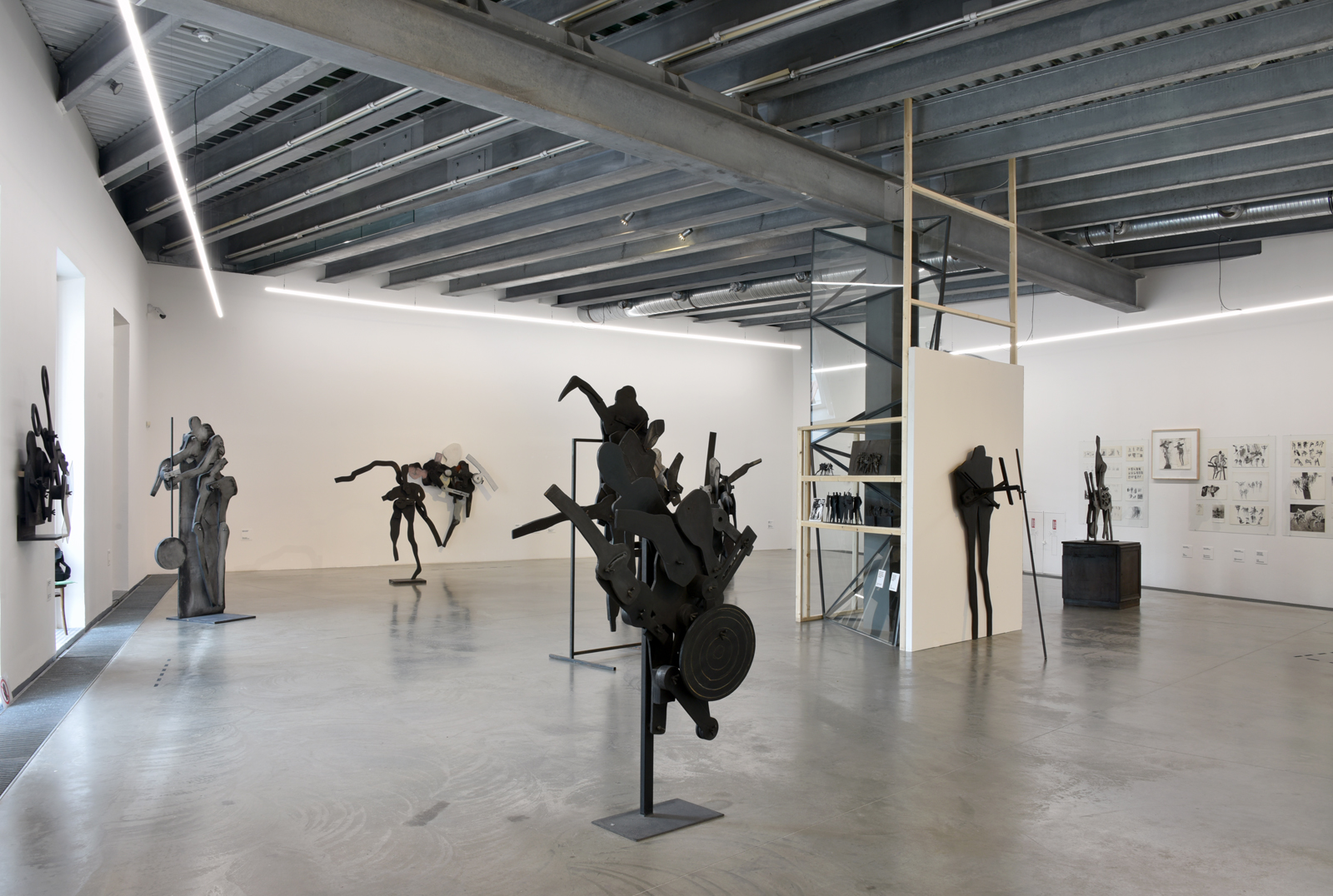
Vladimír Janoušek: Times, Museum Kampa 2021
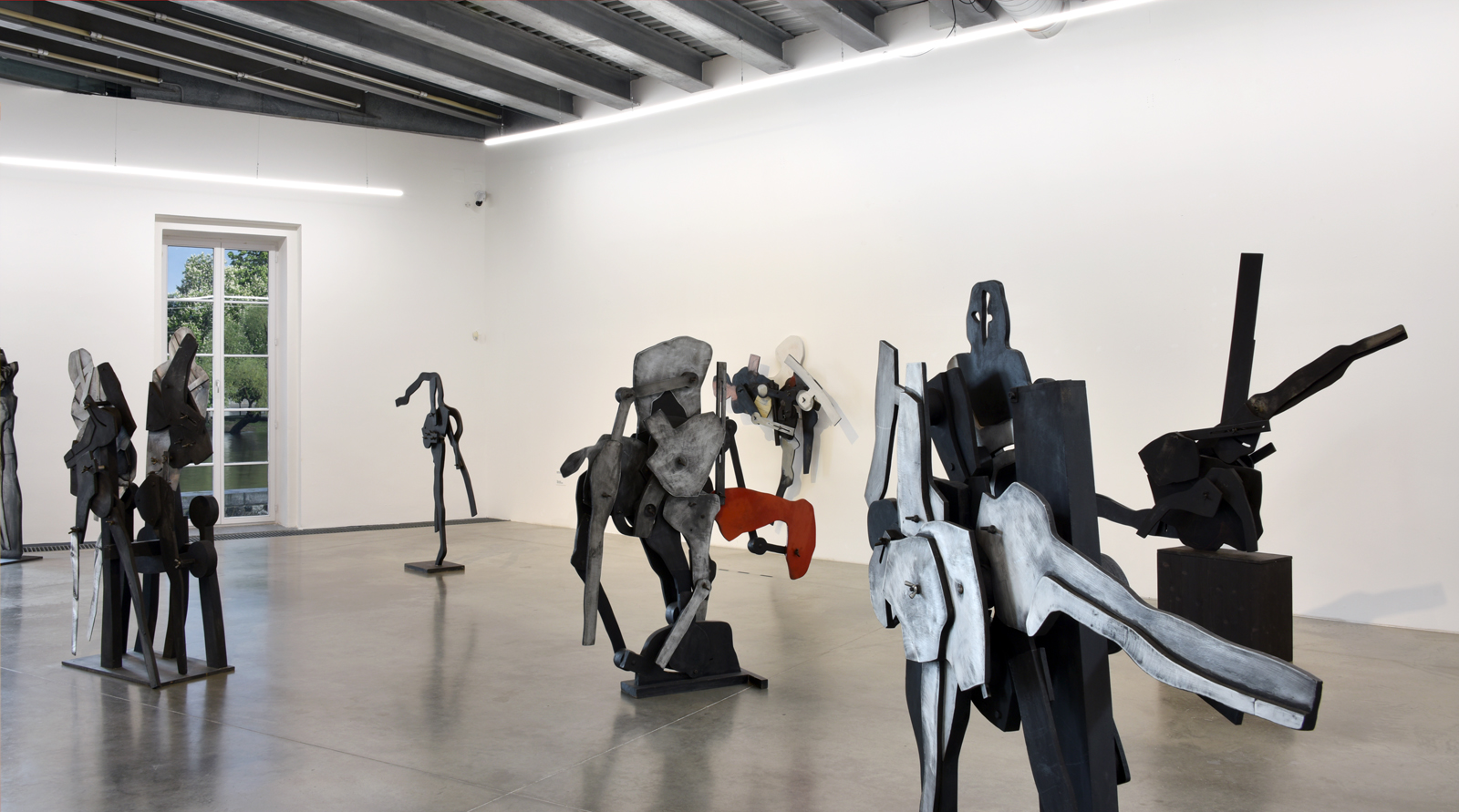
Vladimír Janoušek: Times, Museum Kampa 2021
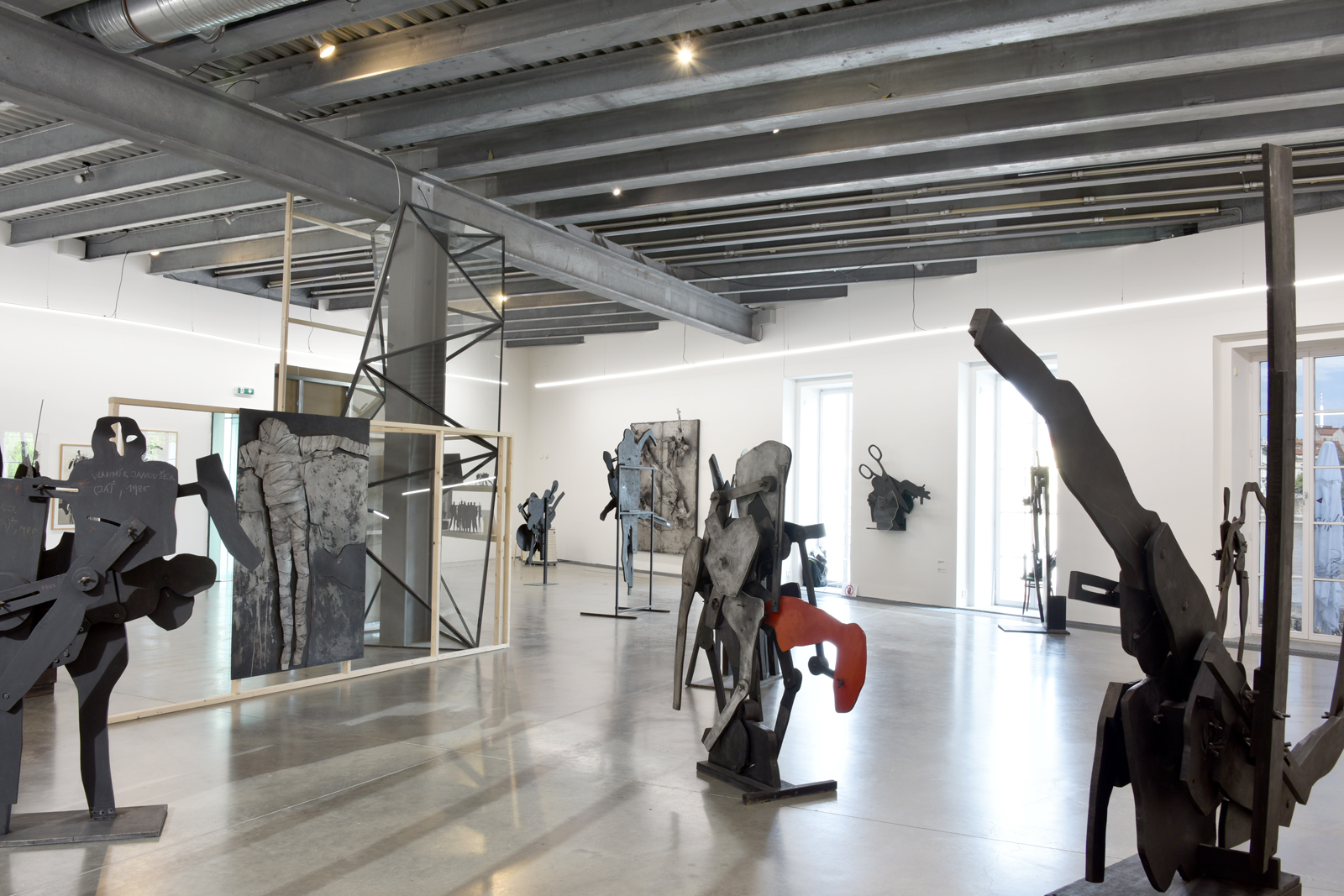
Vladimír Janoušek: Times, Museum Kampa 2021

### Skupinové výstavy (výběr)
- 1954 – Čs. umění 19. a 20. stol., Budapešť, Moskva, Varšava, Peking
- 1954 – 27. Biennale di Venezia, Benátky
- 1955 – 3. přehlídka Čs výtvarného umění, Praha
- 1959 – 2. Biennale internazionale di scultura, Carrara
- 1959 – Čs výtvarné umění, Helsinky, Kodaň
- 1961 – 2. exposition internationale de sculpture contemporaine, Musée Rodin, Paris
- 1965 – Tschechoslowakische Kunst heute, Bochum
- 1966 – Aktuální tendence, Mánes, Praha
- 1967 – Tschechoslowakische Plastik von 1960 gegenwart, Essen, Berlin
- 1967 – Mostra d'arte contemporanea cecoslovaccha, Turin
- 1967 – 9. Biennale, Openluchtmuseum, Antwerpy
- 1968 – 300 malířů a sochařů pěti generací, U Hybernů, Praha, Musée Rodin, Paris
- 1969 – Nová figurace, Mánes, Praha
- 1969 – Gallerie nazionale d'arte moderna, Řím
- 1980 – Eleven contemporary artists from Prague, Univ. NY, Michigan
- 1984 – Velká kresba, Galerie H, Kostelec nad Černými lesy
- 1985 – Barevná socha, Galerie H, Kostelec nad Černými lesy
- 2017 GENERATION ONE : První generace české postmoderny, Zámecký pivovar Litomyšl, 16. 6. – 6.7. 2017, kurátoři: David Železný a Federico Díaz, pořadatel: BOHEMIAN HERITAGE FUND a Cermak Eisenkraft[87]

### Monografie
- Vladimír Janoušek, text Jiří Šetlík, Karel Srp, Jaromír Zemina, 68 s., Galerie hlavního města Prahy 1990
- Karel Srp (ed.), Vladimír Janoušek, Časy / Times, 580 s., česky, anglicky, Museum Kampa - Nadace Jana a Medy Mládkových, Praha 2020, ISBN 978-80-87344-58-3

### Autorské katalogy a vlastní texty
- Jiří Šetlík: Vladimír Janoušek, Současné profily 12 (nová řada), SČSVU Praha 1962
- Jaromír Zemina, Kyvadla a jiné sochy Vladimíra Janouška, 12 s., Galerie Nová síň, Praha 1967
- Ludmila Vachtová: Vladimír Janoušek - Sochy, 20 s., Oblastní galerie Liberec 1967
- Ivo Janoušek: Vladimír Janoušek - Obrazy a kresby, Moravské tiskařské závody, n.p., Nový Jičín 1982
- Karel Srp, Situace 15 (Vladimír Janoušek - Změny), Jazzová sekce 1983, samizdat
- Karel Srp, Někdo něco (rozhovor s V. Janouškem), 1986, samizdat
- Josef Hlaváček: Vladimír Janoušek, 4 s., katalog k výstavě v Malé galerii Stavoprojektu Brno, která byla zakázána, 1986
- Ivo Janoušek: Vladimír Janoušek - sochy, ÚKDŽ Praha 1987
- Ivo Janoušek: Vladimír Janoušek, Kulturní středisko Opatov, Praha 1987
- Václav Erben: Vladimír Janoušek 1922-1986: Výběr z kreseb, Národní galerie v Praze 1989
- Jaromír Zemina: Vladimír Janoušek - Kresby, Art Galerie, Žďár nad Sázavou, Galerie Pallas, Praha 1993 (něm. a ang. shrnutí)
- Jaromír Zemina: Vladimír Janoušek: Sochař a jeho kraj, Městské muzeum, Nová Paka 1993
- Ivan Neumann a kol., Vladimír Janoušek: Sochy, reliéfy, kresby, Galerie MAG, Jablonec nad Nisou 1995
- Proč to dělám právě tak (texty Zemina, J., Janoušek, V., 120 s., (čes., angl.), Dům knihy Portal, Uherské Hradiště 1995
- Ivan Neumann a kol., Vladimír Janoušek: Sochy, Galerie Synagoga, Hranice 1997
- Jaromír Zemina: Vladimír Janoušek neznámý, Galerie Klatovy / Klenová 1998, ISBN 80-85628-25-2
- Věra Janoušková, Miroslav Koval: Vladimír Janoušek - Kresby a obrysové sochy, Galerie Jiřího Jílka, Šumperk 2002

### Souborné publikace
- Kunst unserer Zeit, 321 s., M. DuMont Schauberg, Kolín nad Rýnem 1966
- Mailard, R., (ed.), Nouveau dictionnaire de la sculpture moderne, Hazan, Paris 1970, ISBN 978-0-8288-6551-7
- Bénamou, G., L'art aujourd'hui an Tchecoslovaquie (190 s., fr.), Paris 1979
- Sborník „Šedá cihla“, 322 s., Jazzová sekce, 1985, samizdat
- Kudlička, J. M., Sborník k nedožitým 65. nar. V. J., 168 s., 1986, samizdat
- Josef Hlaváček, Výpovědi umění, 240 s., Severočeské nakl. 1991 ISBN 80-7047-042-9
- Jindřich Chalupecký, Nové umění v Čechách, 173 s., Ars pictura, nakl. H+H, 1994 –  ISBN 80-85787-81-4
- Josef Hlaváček, Český kinetismus 60. let, Galerie ´60/´70, Praha 1994
- Lenka Bydžovská a kol., České moderní umění 1900–1960, 349 s., Národní galerie v Praze, 1995, ISBN 80-7035-095-4
- Alena Potůčková a kol., Umění zastaveného času / Art when Time stood still. Česká výtvarná scéna 1969 - 1985, 268 s., České muzeum výtvarných umění, Praha 1996 ISBN 80-7056-050-9
- Polana Bregantová a kol., České umění ze sbírek GHMP, 280 s., GHMP, 1998 ISBN 80-7010-057-5 (angl. překlad ISBN 80-7010-065-6)
- Magdalena Juříková, Vladimír Železný, Šedesátá / The sixties, 414 s., (čes. angl.), gal. Zlatá husa, Praha 2004  ISBN 80-239-3406-6
- Milena Slavická, Jiří Šetlík, UB12, Studie, rozhovory, dokumenty, 337 s., . Gallery s. r. o., Praha 2006 ISBN 80-86990-07-9
- Bieleszová-Müllerová, Š., a kol., Nechci v kleci / No cage for me, (čes., angl.), 247 s.,  MU Olomouc 2008 ISBN 978-80-87149-04-1
- Jiří Machalický, Česká koláž, 254s., Gallery s.r.o., Praha 2010
- Polana Bregantová (ed.), Via Artis Via Vitae (bibliografie J. Zeminy), 997 s., nakl. Torst, Praha 2010 ISBN 978-80-7215-403-6

### Encyklopedie
- Toman Prokop, Dodatky ke slovníku československých výtvarných umělců, Státní nakladatelství krásné literatury, hudby a umění, n.p. (SNKLHU), Praha 1955
- Fernand Hazan (ed.), Nouveau dictionnaire de la sculpture moderne, Paris 1970, p. 145
- Václav Král, Malý encyklopedický slovník (A - Ž), Academia, Praha 1972
- Malá československá encyklopedie (I-L), Academia, Praha 1986
- Ilustrovaná encyklopedie (J - P), Encyklopedický dům, s.r.o., Praha 1995
- Lenka Bydžovská a kol., České moderní umění 1900–1960, 349 s., Národní galerie v Praze, 1995, ISBN 80-7035-095-4
- Horová A (ed.),  Nová encyklopedie českého výtvarného umění, sv.1., A-M, Academia, Praha 1995 ISBN 80-200-0521-8
- Všeobecná encyklopedie ve čtyřech svazcích (Díl 2: g/l), 700 s., Nakladatelský dům OP, Praha 1996
- Slovník českých a slovenských výtvarných umělců 1950–1999 (IV. CH – J), Výtvarné centrum Chagall, Ostrava 1999
- Všeobecná encyklopedie v osmi svazcích (3: g/j), Diderot, Praha 1999

### Články (výběr)
- Alexej Kusák, Rozhovor s Vladimírem Janouškem, Výtvarná práce, 12 (1964), č. 7, s. 8
- Vladimír Janoušek o sobě, Výtvarné umění, 1966, č. 2, s. 82-85
- Jiří Šetlík, K premiéře Vladimíra Janouška, Výtvarná práce, 1967, č. 9, s. 5